# Kirchenbezirk Freudenstadt
Der Evangelische Kirchenbezirk Freudenstadt ist einer von 43 Kirchenbezirken bzw. Kirchenkreisen der Evangelischen Landeskirche in Württemberg. Sein Gebiet ist deckungsgleich mit dem Dekanat Freudenstadt.

## Geografie
Der Kirchenbezirk Freudenstadt liegt im Südwesten der württembergischen Landeskirche. Sein Gebiet umfasst zum Großteil den nördlichen Schwarzwald. Zu ihm gehört der Großteil des Landkreises Freudenstadt, also die Städte und Gemeinden Alpirsbach, Baiersbronn, Dornstetten, Freudenstadt, Glatten, Horb am Neckar, Loßburg, Mühlen am Neckar, Pfalzgrafenweiler (ohne Ortsteil Bösingen), Schopfloch, Seewald und Waldachtal. Die Gemeinde Empfingen im Südosten des Landkreises gehört zum Kirchenbezirk Rottweil. Zwei Kirchengemeinden im Westen des Landkreises gehören zur Evangelischen Landeskirche in Baden.

### Nachbarkirchenbezirke
Der Kirchenbezirk Freudenstadt grenzt im Nordosten an den Kirchenbezirk Calw-Nagold und im Südosten an den Kirchenbezirk Rottweil. Ansonsten ist er ganz von der Evangelischen Landeskirche in Baden umgeben.

## Geschichte
Das Gebiet des heutigen Dekanats bzw. Kirchenbezirks Freudenstadt gehört überwiegend zum alten Kernland Württembergs, das ab 1534 die Reformation einführte, so dass das Gebiet fast ganz evangelisch geprägt ist. Das Gebiet gehörte überwiegend zum Dekanat Herrenberg (damalige Bezeichnung Spezialsuperintendentur), teilweise auch zum Dekanat Sulz am Neckar. Darüber hinaus war Dornstetten vorübergehend Sitz einer Specialsuperintendenz. 1672 wurde in Freudenstadt eine neue Specialsuperintendenz errichtet. Zum Dekan wurde der Stadtpfarrer von Freudenstadt ernannt. Mit dieser Stelle ist das Dekanat bis heute verbunden. Das Dekanat Freudenstadt gehörte zunächst zum Generalat Tübingen, seit 1913 zum Generalat Reutlingen, aus dem die heutige Prälatur Reutlingen hervorging.
1919 wurde die Kirchengemeinde Alpirsbach vom Kirchenbezirk Sulz am Neckar in den Kirchenbezirk Freudenstadt umgegliedert. Bis 1920 gehörten die beiden Kirchengemeinden Grömbach und Wörnersberg zum Kirchenbezirk Freudenstadt. Durch Bekanntmachung des Konsistoriums vom 17. April 1920 wurden sie in den Kirchenbezirk Nagold umgegliedert. 1968 wurde die Kirchengemeinde Fürnsal vom Kirchenbezirk Sulz am Neckar in den Kirchenbezirk Freudenstadt umgegliedert. Zum 1. Januar 2025 kamen mit der Auflösung des Kirchenbezirks Sulz am Neckar die Kirchengemeinden Horb am Neckar, Mühlen am Neckar und Dettingen am Neckar, sowie die Verbundkirchengemeinde Betzweiler-Peterzell zum Kirchenbezirk Freudenstadt. 

## Leitung des Kirchenbezirks
Die Leitung des Kirchenbezirks obliegt der Bezirkssynode, dem Kirchenbezirksausschuss (KBA) und dem Dekan. Derzeitiger Dekan ist seit 2022 Andreas Streich, der zugleich einer der Pfarrer an der Stadtkirche in Freudenstadt ist.

### Dekane des Kirchenbezirks Freudenstadt seit 1799
- 1799–1814 Philipp Heinrich Schuler
- 1814–1835 Ernst Christoph Zilling
- 1836–1842 Gottlob Friedrich Moser
- 1842–1860 Johann Georg Friedrich Baur
- 1860–1870 Georg Friedrich Franck
- 1870–1874 Karl Desselberger
- 1874–1882 Christian Ellwanger (1829–1897)
- 1883–1891 Gottfried Albert Herrlinger (1841–1901)
- 1891–1916 Paul Renatus Zeller
- 1916–1920 D. Eduard Knapp (1870–1939)
- 1920–1935 Joseph Haller
- 1935–1947 Theodor Gerhardt (1890–1966)
- 1948–1953 Manfred Ebbinghaus
- 1953–1964 Ernst Rapp (1898–1988)
- 1964–1965 Hilmar Schieber (1908–1973)
- 1965–1973 Hans Keller
- 1973–1982 Walter Schmid
- 1984–1990 Manfred Jehle (* 1933)
- 1991–1998 Bernhard Lang (* 1936)
- 1998–2006 Ulrich Mack (* 1951)
- 2006–2011 Harald Stumpf (* 1958)
- 2012–2022 Werner Trick (* 1957)
- ab 2022 Andreas Streich (*  1966)

### Schuldekane im Kirchenbezirk Freudenstadt
Zusammen mit dem Dekan bildet der Schuldekan das Dekanatamt. Dekan und Schuldekan sind die Visitatoren der Gemeinden.
Der Dienstsitz des Schuldekans für die Kirchenbezirke Freudenstadt und Sulz am Neckar befindet sich in Freudenstadt. Derzeitiger Schuldekan ist seit 2012 Hans Jörg Dieter.
nicht komplett
- 1979–1989 Gottfried Dinkelaker (* 1937)
- 1989–1997 Dietrich Elsner (* 1937)
- 1998–2012 Albrecht Winkler (1952–2013)
- ab 2012   Hans Jörg Dieter (* 1960)

## Kirchengemeinden
Im Kirchenbezirk Freudenstadt gibt es insgesamt 32 Kirchengemeinden, von denen sich 26 zu insgesamt neun Gesamtkirchengemeinden zusammengeschlossen haben, aber weiterhin eigenständige Körperschaften des öffentlichen Rechts bleiben. Die jeweils in Klammern hinter dem Namen der Kirchengemeinde angegebenen Gemeindemitgliederzahlen beziehen sich auf das Jahr 2005 und sind gerundet.
Das Gebiet des Kirchenbezirks Freudenstadt ist überwiegend evangelisch geprägt. Es gibt daher in jedem Dorf auch eine evangelische Kirchengemeinde und eine meist alte Kirche. In den meisten Orten zogen Katholiken überwiegend erst nach dem Zweiten Weltkrieg zu. Lediglich die Waldachtaler Ortsteile Lützenhardt und Salzstetten bleiben nach der Reformation katholisch. Auch in Alpirsbach gibt es bereits seit dem 19. Jahrhundert eine katholische Gemeinde.

### Kirchengemeinde Alpirsbach

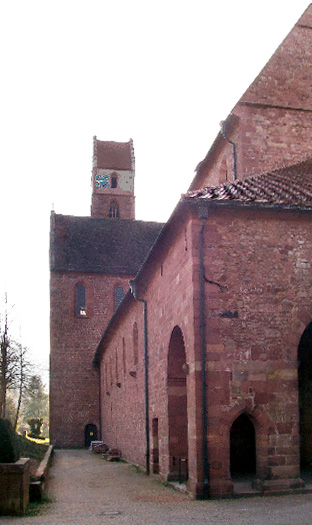
Klosterkirche Alpirsbach (teilweise)

Die Kirchengemeinde Alpirsbach (ca. 2.680) umfasst die Kernstadt und die Stadtteile Unterehlenbogen (einige andere Weiler von Ehlenbogen gehören zur Pfarrei Schömberg), Reutin und Rötenbach mit den zugehörigen Weilern der Stadt Alpirsbach. Der Stadtteil Reinerzau bildet eine eigene Kirchengemeinde im Kirchenbezirk Freudenstadt, die Stadtteile Peterzell und Römlinsdorf bilden ebenfalls eigene Kirchengemeinden, die jedoch zum Kirchenbezirk Sulz am Neckar gehören. Die Kirchengemeinde Alpirsbach gehörte bis 1919 selbst zum Kirchenbezirk Sulz am Neckar und wurde durch Bekanntmachung des Konsistoriums vom 4. Juli 1919 in den Kirchenbezirk Freudenstadt umgegliedert.
Das kirchliche Leben in Alpirsbach begann mit der Gründung des Klosters 1095. Um das Kloster entwickelte sich eine Siedlung, die zunächst aus zwei getrennten Orten, dem äußeren und dem oberen Dorf bestand. Erst im 19. Jahrhundert wuchsen beide Siedlungen baulich zusammen. 1535 wurde die Reformation eingeführt und 1556 wurde im Kloster eine evangelische Klosterschule eingerichtet, die aber 1593 wieder geschlossen wurde. Die Klosterkirche wurde Mittelpunkt der evangelischen Gemeinde. Doch gab es neben der heutigen Klosterkirche ab 1471 noch deren Vorgängerbau an anderer Stelle, die nach dem Neubau des Münsters als „Leutkirche“ diente. Diese wurde aber 1649 abgebrochen. Die evangelische Gemeinde Alpirsbach wurde zunächst vom jeweiligen Präzeptor der Klosterschule betreut. 1595 wurde eine eigene Pfarrei errichtet. Heute gibt es zwei Pfarrämter in der Kirchengemeinde Alpirsbach. Das Pfarramt I betreut die Kernstadt und den Stadtteil Unterehlenbogen, das Pfarramt II die Stadtteile Reutin und Rötenbach.
Die Stadtteile Unterehlenbogen, Rötenbach und Reutin gehören schon seit der Reformation zur Pfarrei Alpirsbach. Reutin hatte jedoch eine eigene Kapelle, die 1839 abgebrochen wurde und bildete bis 1922 eine selbständige Filialkirchengemeinde, die durch Bekanntmachung des Konsistoriums zum 1. April 1922 mit der Kirchengemeinde Alpirsbach vereinigt wurde. In Rötenbach wurde erst 1964 bis 1966 eine eigene Kirche erbaut. Ehlenbogen hat keine Kirche.

### Kirchengemeinde Baiersbronn

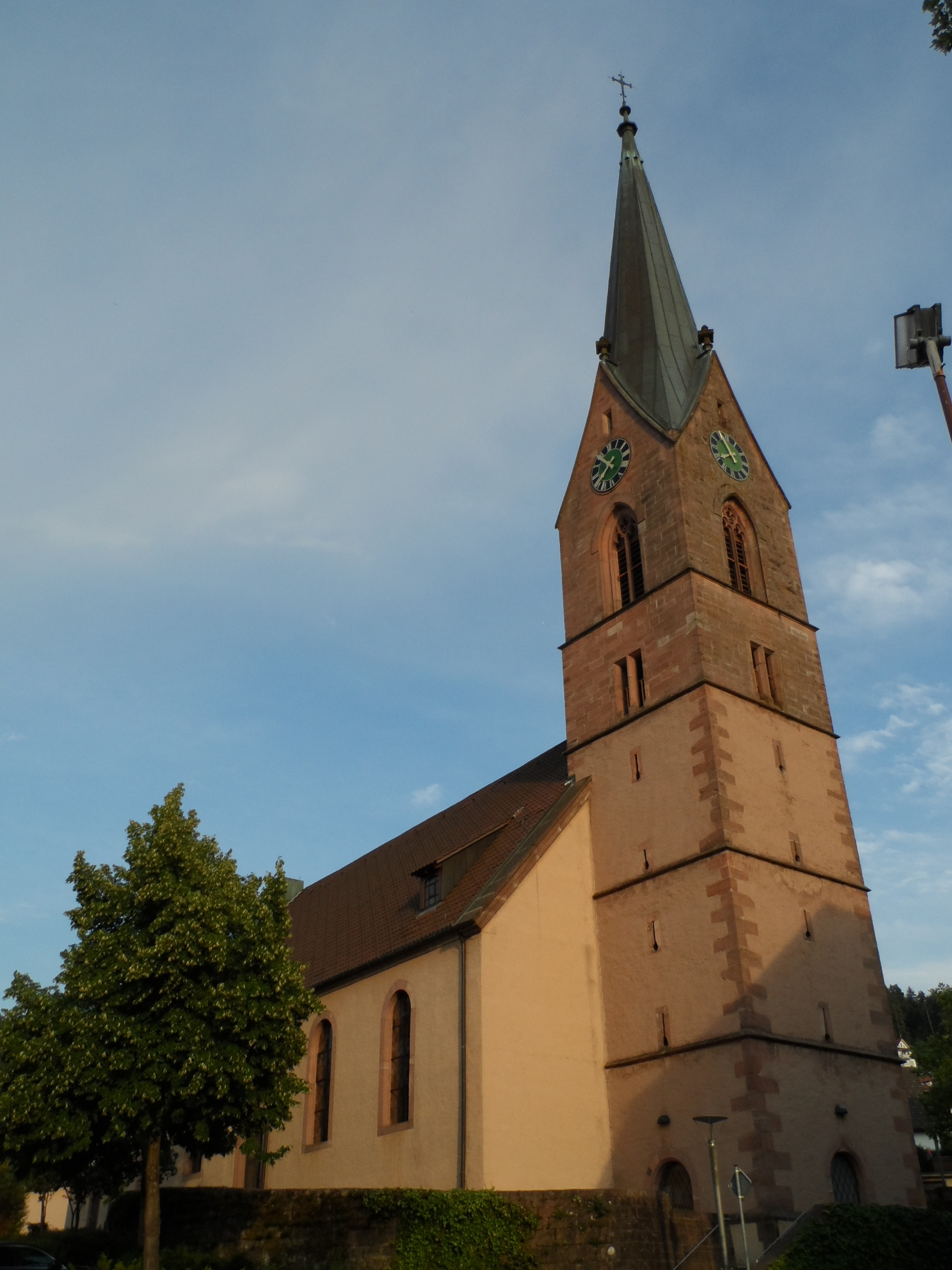
Marienkirche Baiersbronn

Die Kirchengemeinde Baiersbronn (ca. 3.690) umfasst den Hauptort der Gemeinde Baiersbronn mit nahezu allen zugehörigen Weilern, außer Mitteltal und Obertal, wo es eine eigene Kirchengemeinde gibt, und Schönmünz, das zur Kirchengemeinde Schwarzenberg gehört.
Kirchlich war Baiersbronn zunächst Filiale von Dornstetten. 1460 ist erstmals eine Kirche zu Unserer Lieben Frau erwähnt, an welcher 1465 eine Kaplanei gestiftet wurde. Württemberg hatte die Patronatsrechte, führte 1534 die Reformation ein und errichtete in Baiersbronn eine eigene Pfarrei, an welcher aber erst 1563 ein ständiger Pfarrer eingesetzt wurde. Die Marienkirche brannte 1791 fast mit dem gesamten Dorf ab. Die heutige Marienkirche wurde 1802 neu erbaut. Dabei wurde das Turmuntergeschoss aus romanischer Zeit beibehalten.

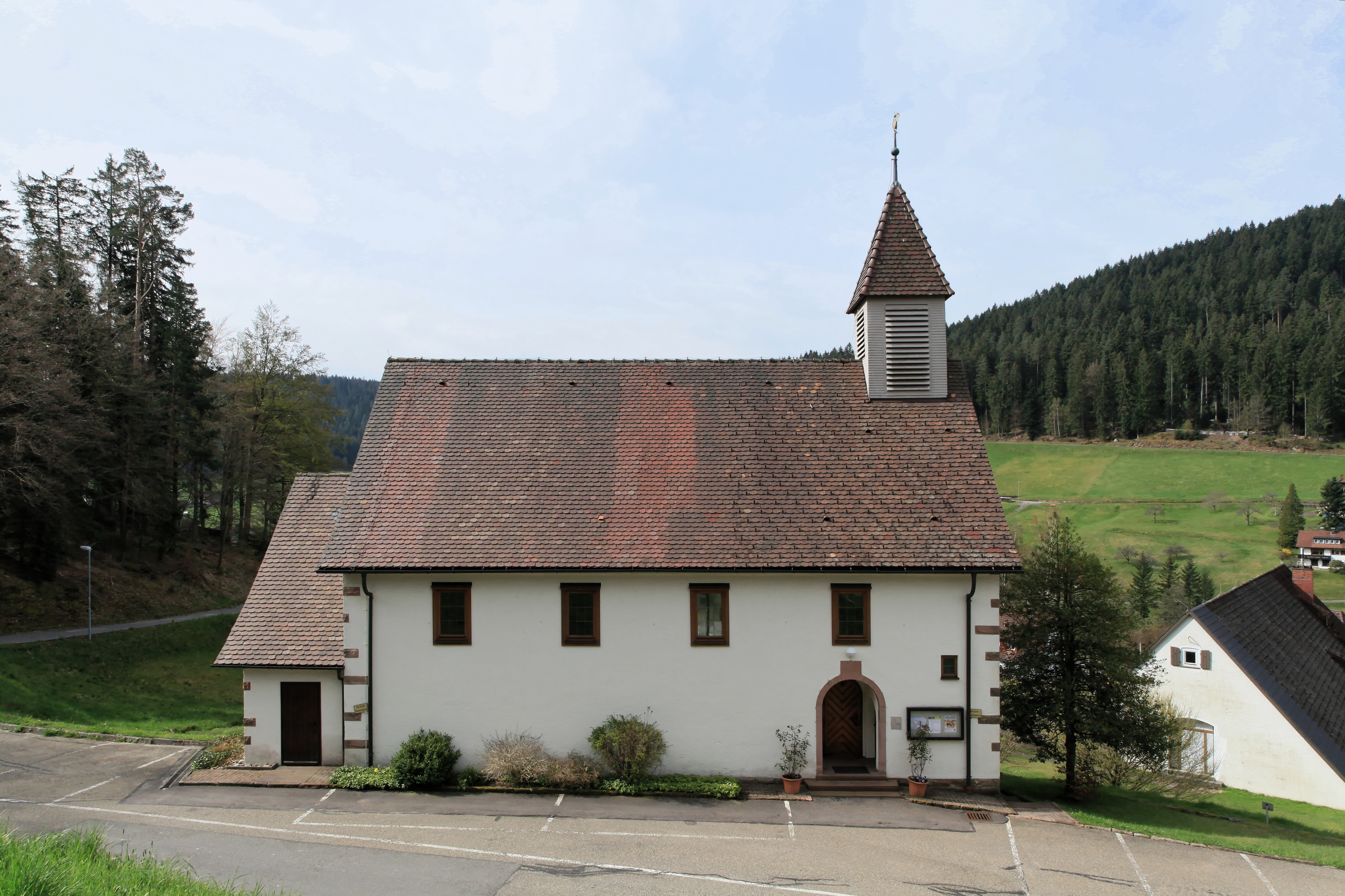
Johanneskirche Tonbach

Zur Pfarrei Baiersbronn gehört von Anfang an bis heute auch Tonbach (bzw. Vordertonbach), ohne den zu Klosterreichbach gehörigen gleichnamigen Teil. 1951 wurde in Tonbach eine eigene Kirche gebaut, die Johanneskirche. Neben den beiden Kirchen, der Marienkirche und der Johanneskirche Tonbach besitzt die Kirchengemeinde Baiersbronn auch ein Gemeindehaus. Heute gibt es zwei Pfarrämter in der Kirchengemeinde Baiersbronn, das Pfarramt Oberdorf und das Pfarramt Unterdorf/Tonbach. Die Touristikseelsorge in Baiersbronn wird vom Pfarramt Friedrichstal mit betreut. Die Kirchengemeinde Baiersbronn ist Träger von drei Kindergärten, Oberdorf, Unterdorf und Tonbach.
Die Kirchengemeinde Baiersbronn bildete bis in die 1950er Jahre mit der Kirchengemeinde Mitteltal-Obertal (mit Buhlbach) die Gesamtkirchengemeinde Baiersbronn, die durch Bekanntmachung des Oberkirchenrats vom 7. Oktober 1954 aufgehoben wurde. Mitteltal und Obertal-Buhlbach waren früher zwei eigenständige Teilkirchengemeinden von Baiersbronn. Zum 1. Januar 2005 wurde die Gesamtkirchengemeinde Baiersbronn neu gebildet, nunmehr jedoch aus den beiden Kirchengemeinden Baiersbronn und Friedrichstal. Zuvor gehörte Friedrichstal zur Gesamtkirchengemeinde Freudenstadt.
Die Kirchengemeinde Friedrichstal (ca. 190) umfasste bis zu ihrer Eingliederung in die Kirchengemeinde Baiersbronn den zum Hauptort der Gemeinde Baiersbronn gehörigen Weiler Friedrichstal. Friedrichstal wurde ab 1761 von Christophstal, das zur Stadt Freudenstadt gehört, auf Baiersbronner Gemarkung aus aufgesiedelt. 1808 wurde es von Christophstal getrennt und erhielt den Namen Friedrichstal. Die Bewohner gehörten aber zunächst noch zu Freudenstadt und wurden erst 1839 nach Baiersbronn umgemeindet. Kirchlich verblieben sie zunächst bei Freudenstadt. 1951 erhielt die Siedlung eine eigene Kirche, die Michaelskirche. Später wurde eine eigene Kirchengemeinde errichtet, die zur dortigen Gesamtkirchengemeinde gehörte. Infolge der politischen Zugehörigkeit zu Baiersbronn wurde Friedrichstal mit Wirkung vom 1. Januar 2005 von der Gesamtkirchengemeinde Freudenstadt getrennt und mit der Kirchengemeinde Baiersbronn zur neuen Gesamtkirchengemeinde Baiersbronn vereinigt.

### Kirchengemeinde Dietersweiler
Die Kirchengemeinde Dietersweiler (ca. 1.230) umfasst den Stadtteil Dietersweiler der Stadt Freudenstadt. Die 1473 genannte Kirche St. Laurentius und Georg war Filiale von Oberiflingen. 1472 stiftete die Herren von Neuneck eine Pfründe. Das Patronat stand dem Kloster Alpirsbach zu. Nach der Reformation wurde Dietersweiler der Pfarrei Glatten zugeordnet. 1901 wurde Dietersweiler eigene Pfarrei. Die ursprünglich gotische Kirche wurde 1745 umgebaut. Seither hat sie keinen Chor mehr.
Durch Bekanntmachung des Oberkirchenrats vom 17. September 1973 wurde das Gebiet der Kirchengemeinde Dietersweiler durch einige Gebiete der Kirchengemeinde Aach vergrößert.

### Verbundkirchengemeinde Dornstetten-Aach-Hallwangen

#### Kirchengemeinde Aach
Die Kirchengemeinde Aach (ca. 840) umfasst den Stadtteil Aach der Stadt Dornstetten. Kirchlich gehörte Aach zunächst zu Dornstetten, ab 1583 zu Grüntal, dann zu Wittlensweiler, bevor Aach eine eigene Pfarrei erhielt. Die Kirche in Aach wurde 1898 erbaut. Durch Bekanntmachung des Oberkirchenrats vom 17. September 1973 gab es eine Gebietsveränderung der Kirchengemeinde Aach zugunsten der Kirchengemeinde Dietersweiler.

#### Kirchengemeinde Dornstetten

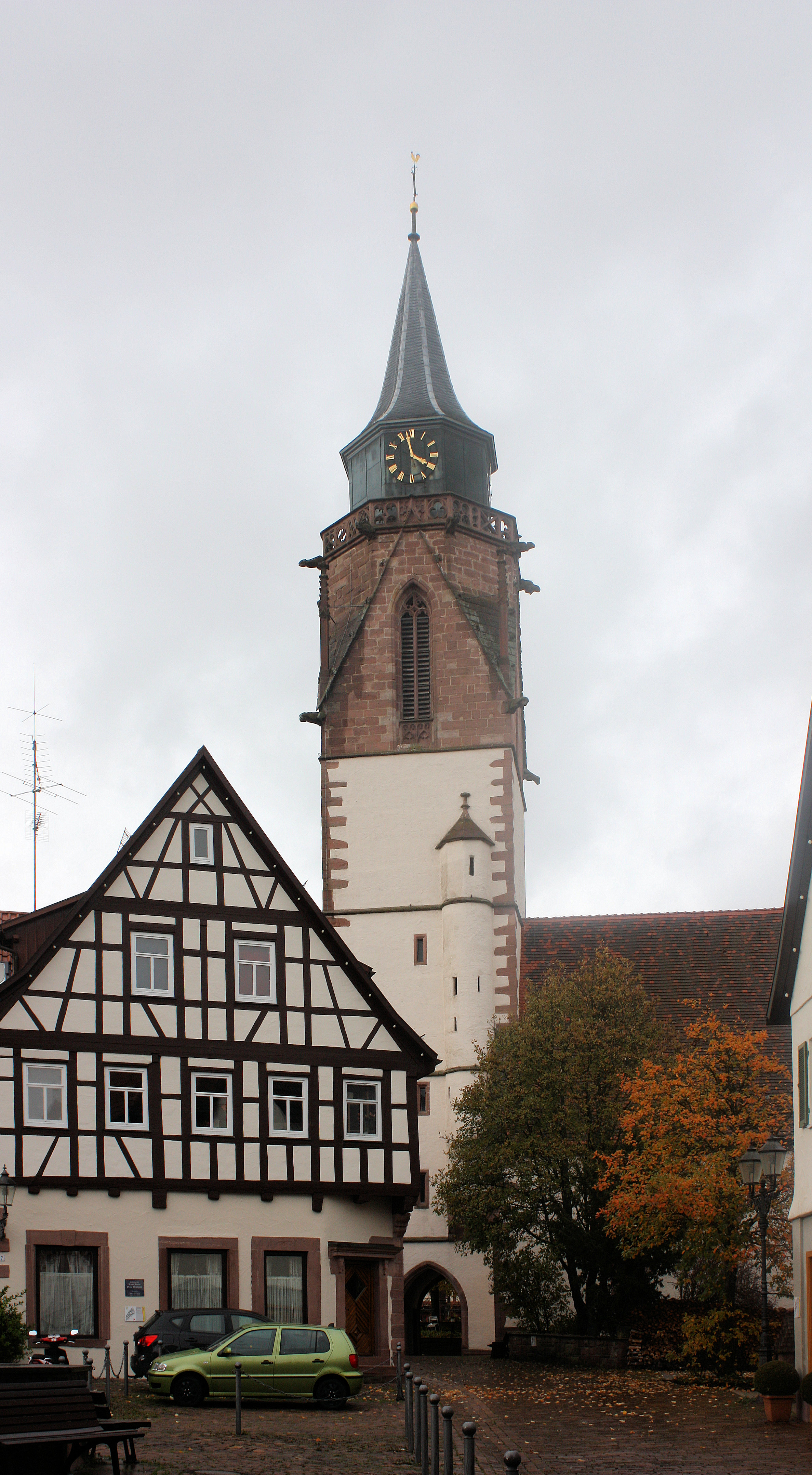
Martinskirche Dornstetten

Die Kirchengemeinde Dornstetten (ca. 2.165) umfasst die Kernstadt von Dornstetten. Eine Kirche wird in Dornstetten bereits 1245 erwähnt. Sie war Mutterkirche für das gesamte Umland. So gehörte beispielsweise auch eine Kapelle in Kniebis zur Pfarrei Dornstetten, aus der später ein Kloster entstand. Das Patronatsrecht kam über die Fürstenberger an Württemberg. Das ab 1483 als Martinskirche bekannte Gotteshaus wurde 1492 im spätgotischen Stil neu erbaut. Das Schiff ist noch romanisch. Neben der Kirche gab es ein Dominikanerinnen- und ein Franziskanerinnenkloster aus dem 13. Jahrhundert, die 1400 vereinigt und 1565 aufgehoben wurden. Ferner gab es mehrere Kapellen, die zum Großteil abgebrochen wurden. Es waren daher auch mehrere Geistliche in Dornstetten tätig. 1534 führte Württemberg die Reformation ein. 1583 wurden alle zugehörigen Filialgemeinden abgetrennt und zur neu gegründeten Pfarrei Grüntal geschlagen.
Durch Bekanntmachung des Oberkirchenrats vom 13. Oktober 1955 gab es einen Gebietsaustausch von der benachbarten Filialkirchengemeinde Schopfloch zur Kirchengemeinde Dornstetten im Bereich des Lattenberger Hofes und des Bahnwarthauses Posten.

#### Kirchengemeinde Hallwangen
Die Kirchengemeinde Hallwangen (ca. 1.030) umfasst den Stadtteil Hallwangen der Stadt Dornstetten. Kirchlich gehörte Hallwangen zunächst zu Dornstetten. Eine Kapelle wird aber bereits 1328 erwähnt. Diese wurde 1583 der neu errichteten Pfarrei Grüntal zugeordnet, bildete später aber eine eigene Filialkirchengemeinde von Grüntal. Die heutige Kirche wurde 1630 erbaut und mehrfach verändert, zuletzt 1955. Im Innern ist ein Taufstein erhalten, der aus einer Kapelle am Westrand des Dorfes stammt, welche abgegangen ist. Bei der Kirche in Hallwangen bestand ein Kloster, das wohl 1276 gegründet wurde und zahlreiche Besitzungen im Umland, aber nur wenige in Hallwangen selbst hatte. Die Vogtei hatten die Fürstenberger, später Württemberg, das es einzog und dem Spital Tübingen überließ. 1535 wurden die Gebäude an die Stadt Dornstetten übergeben und danach abgebrochen.
Durch Bekanntmachung des Oberkirchenrats vom 12. Oktober 1965 wurde die Filialkirchengemeinde Hallwangen von der Muttergemeinde Grüntal losgelöst und zur selbständigen Kirchengemeinde erhoben.

### Gesamtkirchengemeinde Freudenstadt
Die Gesamtkirchengemeinde Freudenstadt (ca. 7.610) umfasst die Kernstadt und den Stadtteil Kniebis der Stadt Freudenstadt. Sie besteht aus den drei nachfolgenden Kirchengemeinden Stadtkirchengemeinde Freudenstadt, Martinskirchengemeinde Freudenstadt und Kirchengemeinde Kniebis. Bis 2004 gehörte auch die Kirchengemeinde Friedrichstal zur Gesamtkirchengemeinde. Diese wurde zum 1. Januar 2005 jedoch herausgelöst und mit der Kirchengemeinde Baiersbronn zur neuen Gesamtkirchengemeinde Baiersbronn vereinigt.
Durch Verfügung des Oberkirchenrats fusionieren zum 30. November 2025 (1. Advent, Tag der württembergischen Kirchenwahl) die drei Kirchengemeinden der Gesamtkirchengemeinde zur Kirchengemeinde Freudenstadt. 

#### Stadtkirchengemeinde Freudenstadt

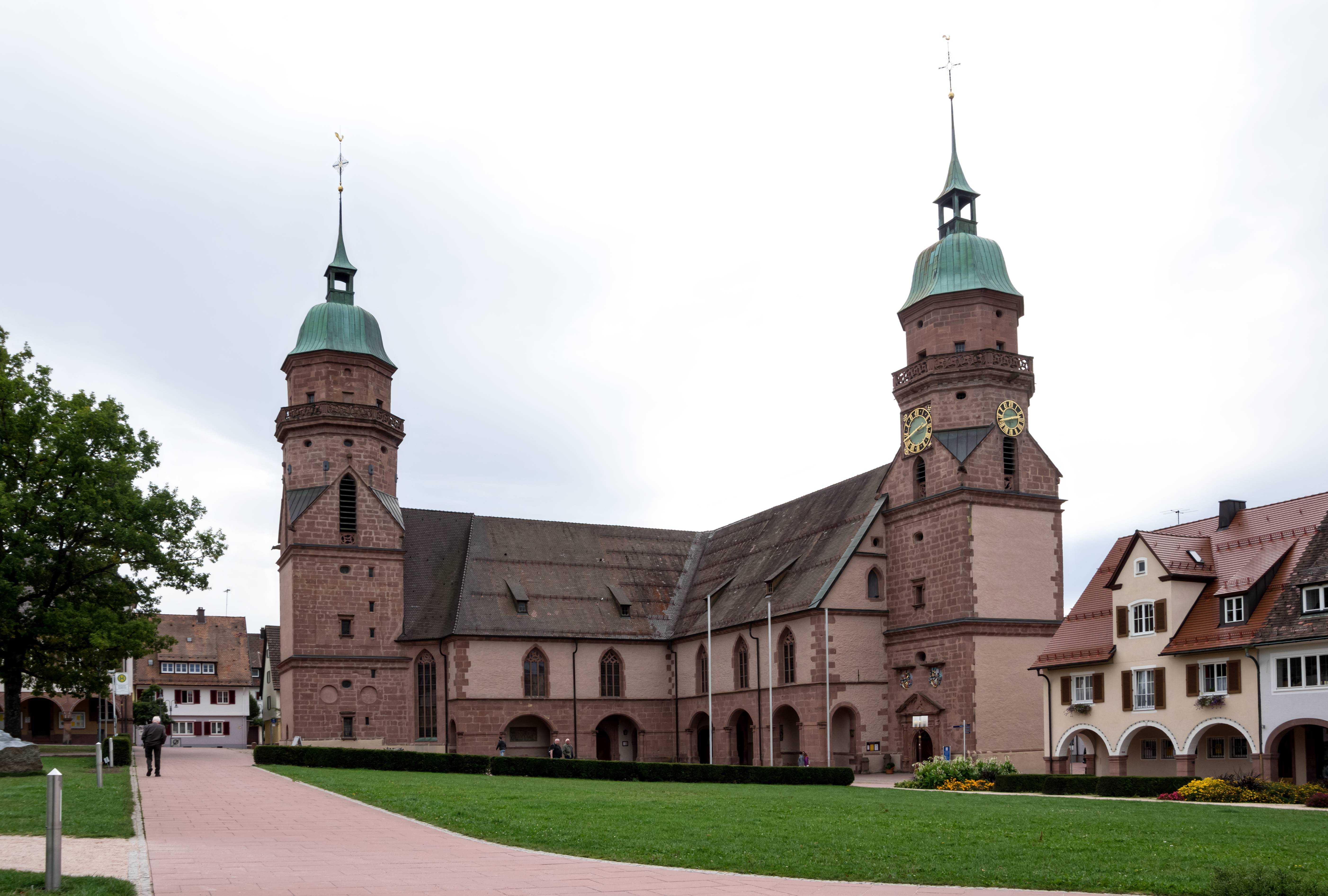
Stadtkirche Freudenstadt

Die Stadtkirchengemeinde Freudenstadt (ca. 5.100) umfasst Teile der Kernstadt von Freudenstadt. Mittelpunkt der Kirchengemeinde ist die ab 1601 erbaute Stadtkirche Freudenstadt. Sie gehörte zunächst zum Dekanat Herrenberg und wurde 1672 wurde Sitz eines eigenen Dekanats. Die Stadtkirche ist architektonisch interessant, weil sie einen Winkelhakenbau darstellt, also über die Ecke gebaut ist. In der Ecke befindet sich die Kanzel und der Altar, so dass man von jedem Platz den Prediger dennoch sehen kann. Im Zweiten Weltkrieg wurde die Kirche teilweise zerstört, dann aber wieder aufgebaut. Bis in die 1950er Jahre war die Stadtkirche die alleinige evangelische Kirche im Stadtgebiet. 1960 wurde dann die Martinskirche erbaut und dort mit Wirkung vom 12. November 1989 die selbständige Martinskirchengemeinde Freudenstadt gegründet. Mit Wirkung vom 12. Oktober 1998 wurde eine Gebietsumgliederung von der Martinskirchengemeinde zur Stadtkirchengemeinde vorgenommen. Bereits durch Bekanntmachung des Oberkirchenrats vom 8. November 1972 gab es eine Gebietsveränderung der Kirchengemeinde Freudenstadt zugunsten der Kirchengemeinde Wittlensweiler.
Bis 1920 gehörte auch der Weiler Langenhardt zur Kirchengemeinde Freudenstadt. Durch Bekanntmachung des Konsistoriums vom 23. März 1920 wurde dieser Weiler in die Kirchengemeinde Kniebis umgegliedert.
Durch Verfügung des Oberkirchenrats wird die Stadtkirchengemeinde Freudenstadt zum 30. November 2025 (1. Advent, Tag der württembergischen Kirchenwahl) aufgelöst und geht zeitgleich in der fusionierten Kirchengemeinde Freudenstadt auf.

#### Martinskirchengemeinde Freudenstadt
Die Martinskirchengemeinde Freudenstadt (ca. 2.060) umfasst Teile der Kernstadt von Freudenstadt. Infolge starken Wachstums der evangelischen Kirchengemeinde Freudenstadt nach dem Zweiten Weltkrieg wurde 1960 eine weitere evangelische Kirche neben der Stadtkirche, die Martinskirche, erbaut und dort mit Wirkung vom 12. November 1989 die selbständige Kirchengemeinde Freudenstadt Martinskirche gegründet. Mit Wirkung vom 12. Oktober 1998 wurde eine Gebietsumgliederung von der Martinskirchengemeinde zur Stadtkirchengemeinde vorgenommen.
Durch Verfügung des Oberkirchenrats wird die Martinskirchengemeinde Freudenstadt zum 30. November 2025 (1. Advent, Tag der württembergischen Kirchenwahl) aufgelöst und geht zeitgleich in der fusionierten Kirchengemeinde Freudenstadt auf.

#### Kirchengemeinde Kniebis

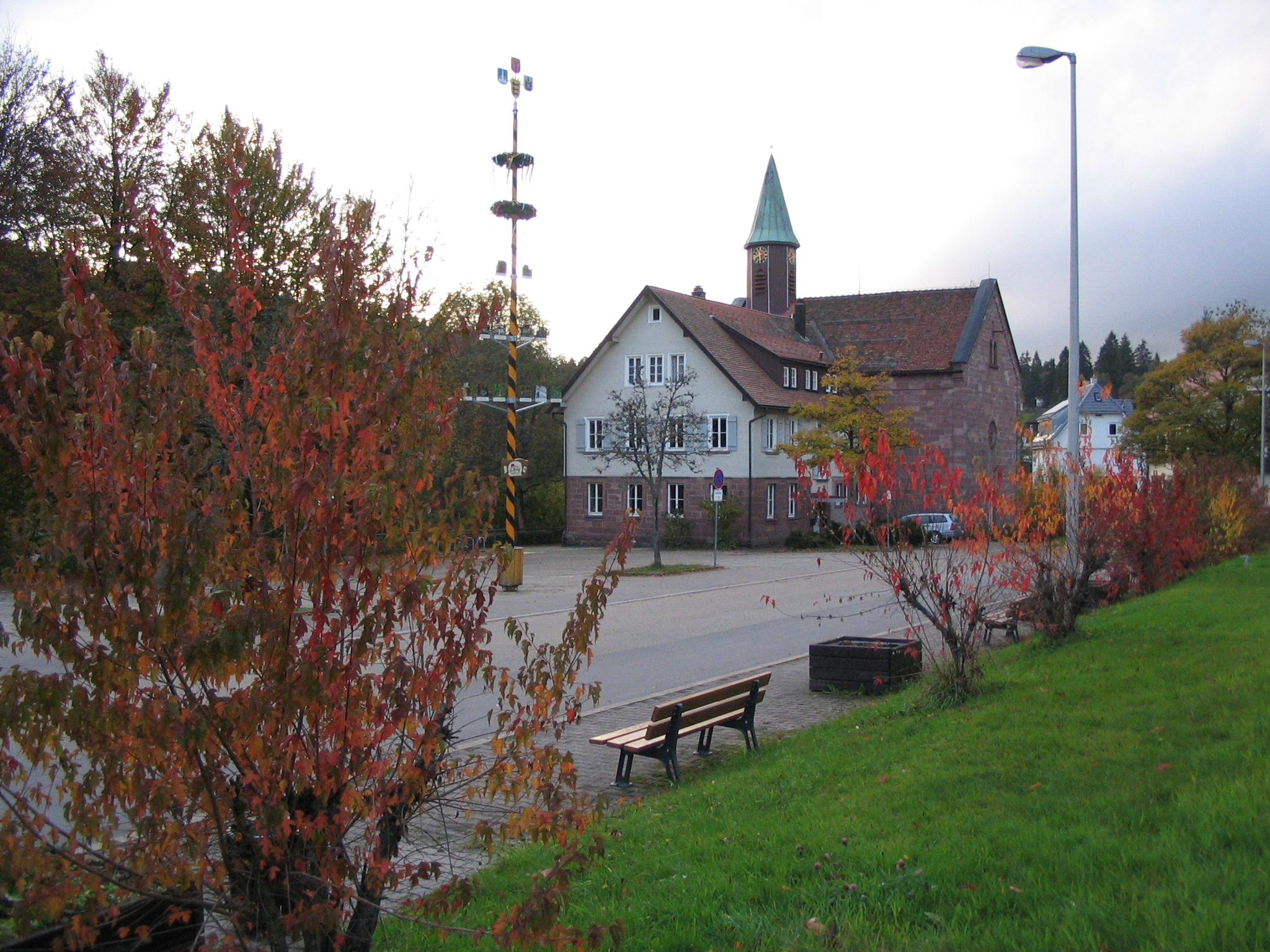
Kirche Freudenstadt-Kniebis

Die Kirchengemeinde Kniebis (ca. 450) umfasst den Stadtteil Kniebis der Stadt Freudenstadt. In Kniebis stand ursprünglich ein um 1200 gegründetes Zisterzienserkloster (Kloster Kniebis), das von Herrenalb aus errichtet wurde. Dieses wurde nach der Reformation aufgehoben. Die alte Klosterkirche, in der in der Folgezeit immer noch Gottesdienste, meist durch den Pfarrer aus Baiersbronn abgehalten wurden, wurde 1799 durch die Franzosen niedergebrannt. Daraufhin fanden die Gottesdienste im benachbarten Amtshaus des Zolls statt. 1850 stiftete Kronprinzessin Olga eine Glocke, die in einem kleinen Türmchen des Amtshauses aufgehängt wurde. 1866/67 konnte in Kniebis ein Schul- und Bethaus durch die Gemeinde Baiersbronn erbaut werden, in das auch die Glocke überführt wurde. 1892 erhielt die Kirche eine Orgel, und zwar die alte Orgel aus der Marienkirche Baiersbronn. 1906 wurde eine neue Orgel der Firma C. L. Goll aus Kirchheim/Teck eingebaut, der Orgelprospekt blieb aber erhalten. 1922 wurde für die Glocke ein Dachreiter gebaut und 1952 wurde eine zweite Glocke hinzugefügt. 1954 wurde die Kirche umgebaut bzw. renoviert. Dabei wurde der Kircheneingang von der Straße auf die gegenüberliegende Südseite sowie Altar und Kanzel auf die Nordseite verlegt und die Spitzdecke durch eine Flachdecke ersetzt.
Bis 1936 gehörte die Kirchengemeinde Kniebis noch als Teilkirchengemeinde zur damaligen Gesamtkirchengemeinde Baiersbronn (die dann 1954 aufgelöst, später aber wieder neu gebildet wurde). Durch Bekanntmachung des Oberkirchenrats vom 22. Juli 1936 wurde die Kirchengemeinde Kniebis jedoch in die Gesamtkirchengemeinde Freudenstadt umgegliedert. Die politische Umgliederung des zu Baiersbronn gehörigen Teils von Kniebis nach Freudenstadt erfolgte aber erst am 1. Januar 1975. Damals wurde dieser Teil des Kniebis unter Einbeziehung des ehemals badischen Teils von Kniebis (Gemeinde Bad Rippoldsau) nach Freudenstadt umgegliedert und mit dem Freudenstädter Teil des Kniebis vereinigt. So kam auch die Kirche mit Schule in das Eigentum der Stadt Freudenstadt. Kirchlich blieben die bis dahin zur Gemeinde Bad Rippoldsau gehörigen evangelischen Gemeindeglieder des Kniebis seinerzeit aber noch bei der Evangelischen Landeskirche in Baden. Erst durch Gesetz vom 5. September 1989 wurden auch diese Gemeindeglieder von Kniebis in die württembergische Landeskirche umgegliedert und der (württembergischen) Kirchengemeinde Kniebis angegliedert. In den 1970er Jahren wurde in Kniebis dann ein Parochialvikariat eingerichtet, das 1986 in eine ständige Pfarrstelle umgewandelt wurde.
1926 wurde in Kniebis auch ein Gemeindehaus mit Kindergarten gebaut, das 1999 erweitert wurde.
Der Weiler Langenhardt gehörte bis 1920 noch zur Kirchengemeinde Freudenstadt und wurde durch Bekanntmachung des Konsistoriums vom 23. März 1920 in die Kirchengemeinde Kniebis umgegliedert.
Durch Verfügung des Oberkirchenrats wird die Kirchengemeinde Kniebis zum 30. November 2025 (1. Advent, Tag der württembergischen Kirchenwahl) aufgelöst und geht zeitgleich in der fusionierten Kirchengemeinde Freudenstadt auf.

### Kirchengemeinde Fürnsal-Oberbrändi
Die Kirchengemeinde Fürnsal-Oberbrändi entstand durch die Vereinigung der Kirchengemeinden Fürnsal und Oberbrändi, die bis dahin die Gesamtkirchengemeinde Fürnsal (ca. 710) gebildet hatten. Sie umfasst die Stadtteile Fürnsal, Bettenhausen und Leinstetten der Stadt Dornhan (Landkreis Rottweil) sowie die meisten Weiler des Ortsteils Sterneck und den Weiler Oberbrändi des Ortsteils Wittendorf der Gemeinde Loßburg. Sie wurde durch Bekanntmachung des Oberkirchenrats vom 18. April 1972 aus der Kirchengemeinde Fürnsal und deren Filialkirchengemeinde Oberbrändi gebildet.
Die Kirchengemeinde Fürnsal (ca. 430) umfasste die Stadtteile Fürnsal, Bettenhausen und Leinstetten der Stadt Dornhan und die meisten Weiler des Ortsteils Sterneck (darunter auch Unterbrändi) der Gemeinde Loßburg. Kirchlich gehörte Fürnsal zunächst zu Unterbrändi. 1612 wurde die Pfarrei von Unterbrändi nach Fürnsal verlegt. Eine alte Nikolauskapelle in Fürnsal wurde 1628 zur Kirche erweitert. Die heutige Kirche in Fürnsal wurde 1836 neu erbaut und 1898 innen erneuert. Der Turm wurde erst 1875 erbaut.
Der zur Pfarrei Fürnsal gehörige Ort Sterneck gehörte mit den meisten seiner zugehörigen Weiler kirchlich ebenfalls zu Unterbrändi. Später kamen diese Orte dann zur Pfarrei Fürnsal, während Dottenweiler und Salzenweiler der Pfarrei Wittendorf zugeordnet wurden. Die beiden anderen Dornhaner Stadtteile, Bettenhausen und Leinstetten, blieben nach der Reformation katholisch. Evangelische Bewohner zogen überwiegend erst nach dem Zweiten Weltkrieg zu. Sie wurden dann der Kirchengemeinde Fürnsal zugeordnet.
Bis 1968 gehörte die Kirchengemeinde Fürnsal zum Kirchenbezirk Sulz am Neckar und wurde durch Bekanntmachung des Oberkirchenrats vom 4. Januar 1968 in den Kirchenbezirk Freudenstadt umgegliedert. Gleichzeitig wurde Oberbrändi als neue Filialkirchengemeinde von Fürnsal errichtet. Beide Kirchengemeinden bildeten seit 1972 die Gesamtkirchengemeinde Fürnsal.
Die Kirchengemeinde Oberbrändi (ca. 280) umfasste den Weiler Oberbrändi des Ortsteils Wittendorf sowie den Ortsteil Sterneck mit den zugehörigen Weilern Geroldsweiler und Unterbrändi der Gemeinde Loßburg. Kirchlich gehörten diese Orte zu den Kirchengemeinden Fürnsal (Sterneck u. a.) bzw. Wittendorf (Oberbrändi). In Oberbrändi wurde 1954 eine eigene Kirche erbaut und durch Bekanntmachung des Oberkirchenrats vom 4. Januar 1968 wurde aus den oben genannten Orten die selbständige Filialkirchengemeinde Oberbrändi als Tochtergemeinde von Fürnsal errichtet. Das Kultusministerium hatte die Filialkirchengemeinde Oberbrändi mit Schreiben vom 19. Oktober 1967 als Körperschaft des öffentlichen Rechts anerkannt.
Zum 1. Januar 2025 wurde durch Verfügung des Oberkirchenrats die Gesamtkirchengemeinde Fürnsal-Oberbrändi aufgelöst und die Kirchengemeinde Fürnsal dem Kirchenbezirk Rottweil zugeordnet. Gleichzeitig fusionierte die Kirchengemeinde Fürnsal mit der Kirchengemeinde Dornhan.
Die Kirchengemeinde Oberbrändi wurde durch Verfügung des Oberkirchenrats zum 1. Januar 2025 in einer Anschlussfusion der Kirchengemeinde Loßburg zugerechnet.

### Gesamtkirchengemeinde Glatten
Die Gesamtkirchengemeinde Glatten (ca. 1.580) umfasst die Gemeinde Glatten. Sie wurde mit Wirkung vom 1. Januar 1972 aus der Kirchengemeinde Glatten und den Filialkirchengemeinden Böffingen und Neuneck gebildet. Das Kultusministerium hatte die Gesamtkirchengemeinde Glatten mit Schreiben vom 29. Dezember 1971 als Körperschaft des öffentlichen Rechts anerkannt. Alle drei Kirchengemeinden werden vom Pfarramt in Glatten betreut. Bis 31. Dezember 1971 bildete Neuneck ein eigenes Kirchspiel, zu dem neben der Kirchengemeinde Neuneck noch die Filialkirchengemeinden Böffingen und Unteriflingen gehörte. Während Neuneck und Böffingen dann der Kirchengemeinde Glatten als Filialkirchengemeinden angegliedert wurden, wurde die Filialkirchengemeinde Unteriflingen der Kirchengemeinde Oberiflingen als weitere Filialgemeinde angegliedert.

#### Kirchengemeinde Böffingen
Die Kirchengemeinde Böffingen (ca. 220) umfasst den Ortsteil Böffingen der Gemeinde Glatten. Kirchlich war Böffingen zunächst Filiale von Oberiflingen. Eine Kapelle St. Nikolaus wurde wohl in frühgotischer Zeit erbaut, aus der die heutige Kirche mit Dachreiter entstand. Diese wurde 1842 und 1864 erneuert. Bis 1971 gehörte Böffingen als Filialkirchengemeinde zum Kirchspiel Neuneck. Nach dessen Auflösung wurde Böffingen der Kirchengemeinde Glatten als Filialkirchengemeinde angegliedert.

#### Kirchengemeinde Glatten
Die Kirchengemeinde Glatten (ca. 1.160) umfasst den Hauptort der Gemeinde Glatten. Eine Kirche wird wohl 1293 erstmals erwähnt, allerdings ist ungewiss, ob es sich hierbei um die Kirche in Glatten handelt. Sie war Filiale von Oberiflingen. 1462 ist eine Pfarrpfründe erwähnt. 1525 wird die Kirche zu Unserer Lieben Frau genannt. Nach der Reformation wurde sie evangelische Pfarrkirche. Die ursprünglich romanische Chorturmkirche mit Kreuzrippengewölbe wurde mehrfach verändert, zuletzt 1927. Der Taufstein stammt aus dem 14. Jahrhundert. Das benachbarte Pfarrhaus wurde 1600 erbaut.

#### Kirchengemeinde Neuneck
Die Kirchengemeinde Neuneck (ca. 190) umfasst den Ortsteil Neuneck der Gemeinde Glatten. Kirchlich gehörte Neuneck zu Oberiflingen. 1280 wurde ein Kleriker genannt, später mehrere Kaplaneien. Aus der 1452 erwähnten Georgskaplanei wurde 1523 eine Pfarrei errichtet. Die Reformation wurde die Herren von Ehingen eingeführt. Die gotische Kirche hat ein flachgedecktes Schiff von 1493. Im Innern befinden sich Grabmäler der Ortsadeligen.
Bis 1971 war das Pfarramt in Neuneck für die drei Dörfer Neuneck, Böffingen und Unteriflingen zuständig. Zur Kirchengemeinde Neuneck gehörten somit Böffingen und Unteriflingen als Filialkirchengemeinden. Mit Wirkung vom 1. Januar 1972 wurde das Kirchspiel Neuneck aufgelöst und die Kirchengemeinden Neuneck und Böffingen der Kirchengemeinde Glatten als Filialkirchengemeinde angegliedert, während Unteriflingen der Kirchengemeinde Oberiflingen als Filiale zugeordnet wurde. Das Pfarrhaus in Neuneck wurde dann einige Jahre an Ruhestandspfarrer vermietet, welche die Gemeinde Neuneck weiter betreuten. Seit einigen Jahren wohnt in Neuneck jeweils ein Pfarrer mit einem Auftrag zur Dienstaushilfe beim Dekan in Freudenstadt, der auch einen Predigtauftrag in der Gesamtkirchengemeinde Glatten wahrnimmt.

### Kirchengemeinde Grüntal
Die Kirchengemeinde Grüntal-Musbach (ca. 1.120) umfasst die Stadtteile Grüntal-Frutenhof und Musbach der Stadt Freudenstadt. Kirchlich war Grüntal zunächst Filiale von Dornstetten. Eine Kapelle zum Hl. Johannes wurde 1535 erwähnt. Sie wurde 1583 zur Pfarrkirche erhoben. Die heutige Pfarrkirche Grüntal hat noch einen romanischen Turm und einen spätgotischen Chor. Das Schiff wurde 1592 von Heinrich Schickhardt im gotisch-manieristischen Stil erbaut und 1871 erneuert.
Zur Pfarrei Grüntal gehörten früher auch die Orte Frutenhof, Hallwangen, Obermusbach, Untermusbach, Wittlensweiler und Aach, bevor dort überwiegend eigene Pfarreien bzw. Kirchengemeinden errichtet wurden. In Hallwangen wurde durch Bekanntmachung des Oberkirchenrats vom 12. Oktober 1965 die damalige Filialkirchengemeinde losgelöst und zur selbständigen Kirchengemeinde erhoben. Lediglich Untermusbach und Obermusbach, wo es keine Kirchen gibt, blieben bis heute bei der Pfarrei Grüntal, bildeten jedoch bis 1925 jeweils eigenständige Kirchengemeinden, die durch Bekanntmachung des Oberkirchenrats vom 3. Februar 1925 mit der Kirchengemeinde Grüntal vereinigt wurden. In Obermusbach bestand eine Kapelle zu Unserer Lieben Frau, die 1822 samt dem Dorf abbrannte. In Untermusbach besteht noch eine Kapelle.

### Kirchengemeinde Igelsberg
Die Kirchengemeinde Igelsberg (ca. 180) umfasst den Stadtteil Igelsberg der Stadt Freudenstadt. Kirchlich war Igelsberg zunächst Filiale von Klosterreichenbach. Mit Wirkung vom 1. Januar 1968 wurde die Filialkirchengemeinde Igelsberg von der Muttergemeinde Klosterreichenbach gelöst und der Kirchengemeinde Besenfeld als Filialkirchengemeinde angegliedert, mit der sie zwischen 1973 und 2013 die Gesamtkirchengemeinde Besenfeld bildete. Zum 1. Januar 2014 wurde die Gesamtkirchengemeinde aufgelöst. Eine Kirche bestand in Igelsberg bereits in romanischer Zeit. Sie befindet sich in einem ummauerten Friedhof. Der Chor ist hochgotisch. Heute wird die Kirchengemeinde Igelsberg vom Pfarramt Wittlensweiler betreut.
Bis 1947 gehörten auch die evangelischen Bewohner von Stutztal zur Kirchengemeinde Igelsberg. Durch Bekanntmachung des Oberkirchenrats vom 6. Juni 1947 wurden sie der Kirchengemeinde Erzgrube (seit 1983 Kirchengemeinde Seewald-Göttelfingen) zugeordnet.

### Gesamtkirchengemeinde Klosterreichenbach/Röt
Die Gesamtkirchengemeinde Klosterreichenbach/Röt (ca. 1.820) umfasst die Ortsteile Klosterreichenbach und Röt mit allen zugehörigen Weilern der Gemeinde Baiersbronn. Sie besteht aus den beiden nachfolgenden Kirchengemeinden Klosterreichenbach und Röt.

#### Kirchengemeinde Klosterreichenbach

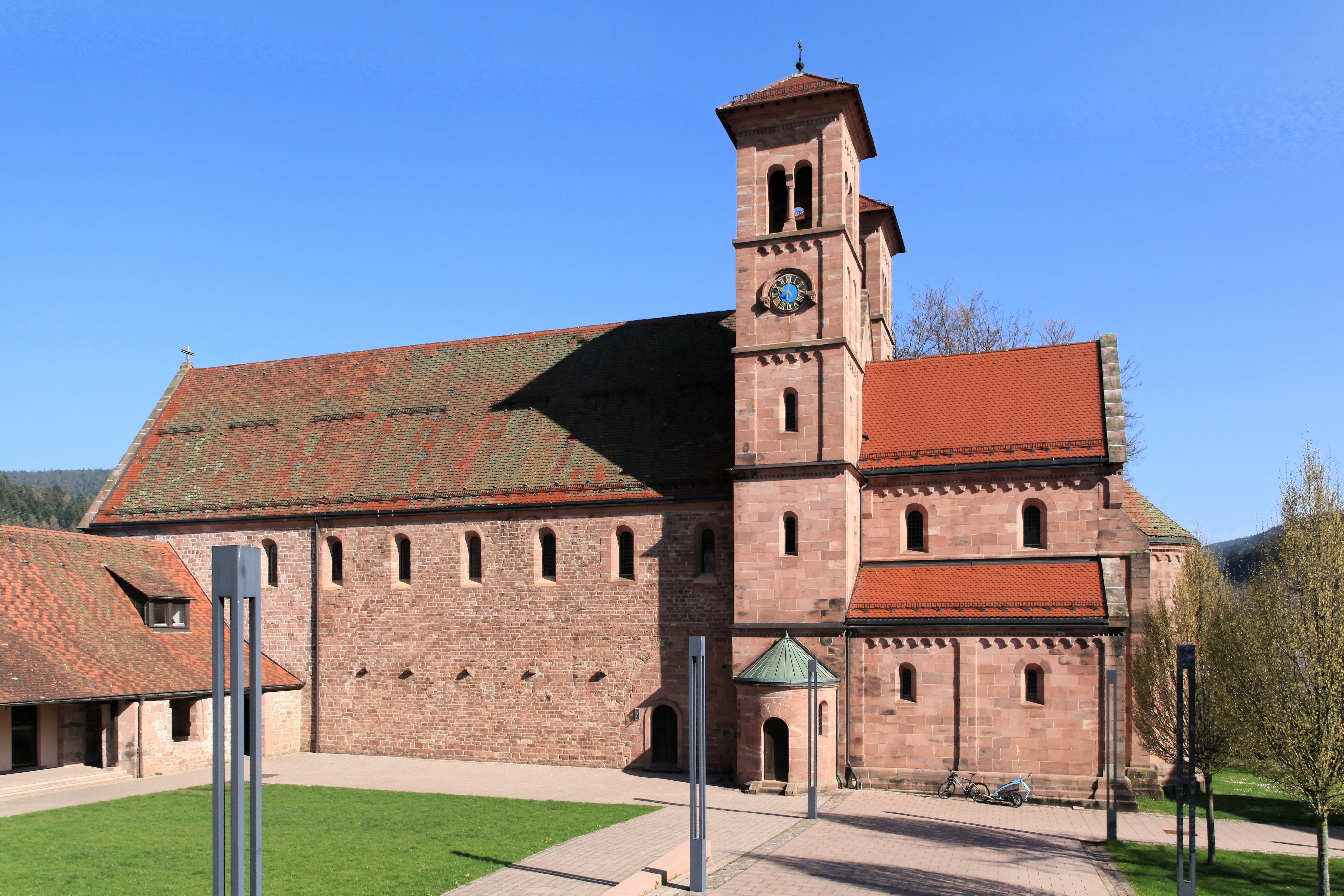
Klosterkirche Klosterreichenbach

Die Kirchengemeinde Klosterreichenbach (ca. 1.340) umfasst den Ortsteil Klosterreichenbach mit allen zugehörigen Weilern der Gemeinde Baiersbronn. Das kirchliche Leben in Klosterreichenbach begann mit der Gründung des Klosters im Jahre 1082 durch Abt Wilhelm von Hirsau. Über die Grafen von Calw und die Pfalzgrafen von Tübingen kam die Vogtei des Klosters 1330 an die Grafen von Eberstein. Nach dessen Teilung war es ein badisch-ebersteinisches Kondominat. Zum Herrschaftsbezirk gehörten mehrere Dörfer des Umlandes. 1595 wurde das Kloster von Württemberg besetzt, und 1602 kaufte Württemberg die Rechte von Eberstein ab. Daraufhin löste Württemberg den Konvent auf und reformierte das Kloster, doch konnte das Kloster im Dreißigjährigen Krieg vorübergehend wiederhergestellt werden. 1603 wurde die ehemalige Klosterkirche Mittelpunkt einer evangelischen Pfarrei, zu der auch Heselbach gehörte. Die Kirche hat noch ein romanisches Langhaus. Der Chor wurde im 12. Jahrhundert erweitert. Im 13. Jahrhundert wurde die Vorhalle neu gestaltet und ein Kreuzgewölbe eingefügt.

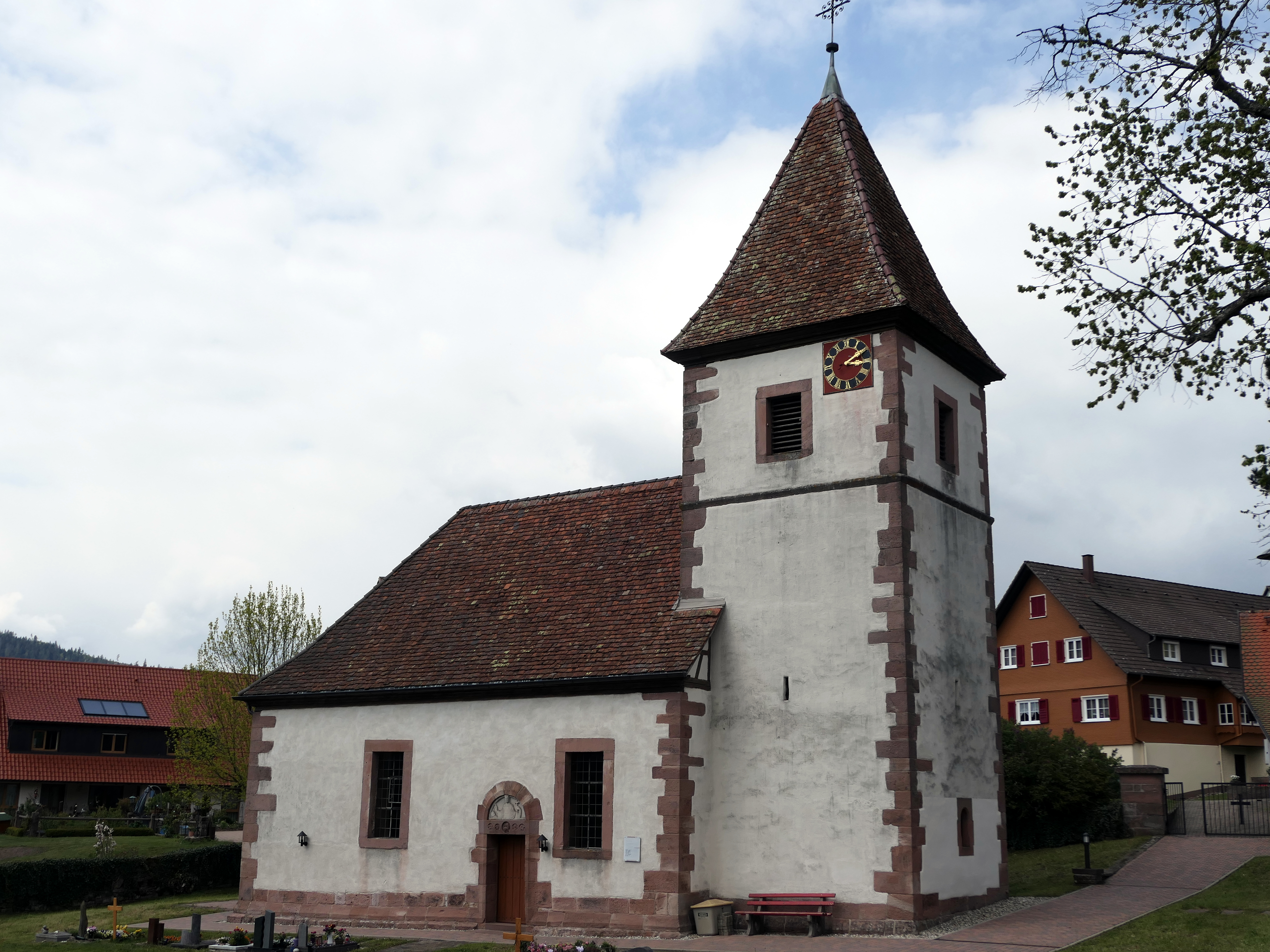
Petruskirche Heselbach

Der Weiler Heselbach kam 1289 an Klosterreichenbach, zu dem er auch kirchlich gehörte. Der Ort hat jedoch eine eigene Kirche, die 1511 als Kapelle St. Peter bezeugt ist. Die romanische Chorturmanlage wurde vom Kloster in Klosterreichenbach betreut. Nach der Reformation wurde Heselbach Filiale der Pfarrei Klosterreichenbach und später auch eine eigene Kirchengemeinde, die im 20. Jahrhundert – wie Röt – zur Gesamtkirchengemeinde Klosterreichenbach gehörte. Mit Wirkung vom 11. November 2001 wurde die Kirchengemeinde Heselbach jedoch aufgelöst und ihr Gebiet der Kirchengemeinde Klosterreichenbach angegliedert.
Bis 1967 gehörte auch Igelsberg als Filialkirchengemeinde zu Klosterreichenbach. Mit Wirkung vom 1. Januar 1968 wurde diese von der Muttergemeinde Klosterreichenbach gelöst und der Kirchengemeinde Besenfeld als Filialkirchengemeinde angegliedert, mit der sie seit 1973 die Gesamtkirchengemeinde Besenfeld bildet.

#### Kirchengemeinde Röt

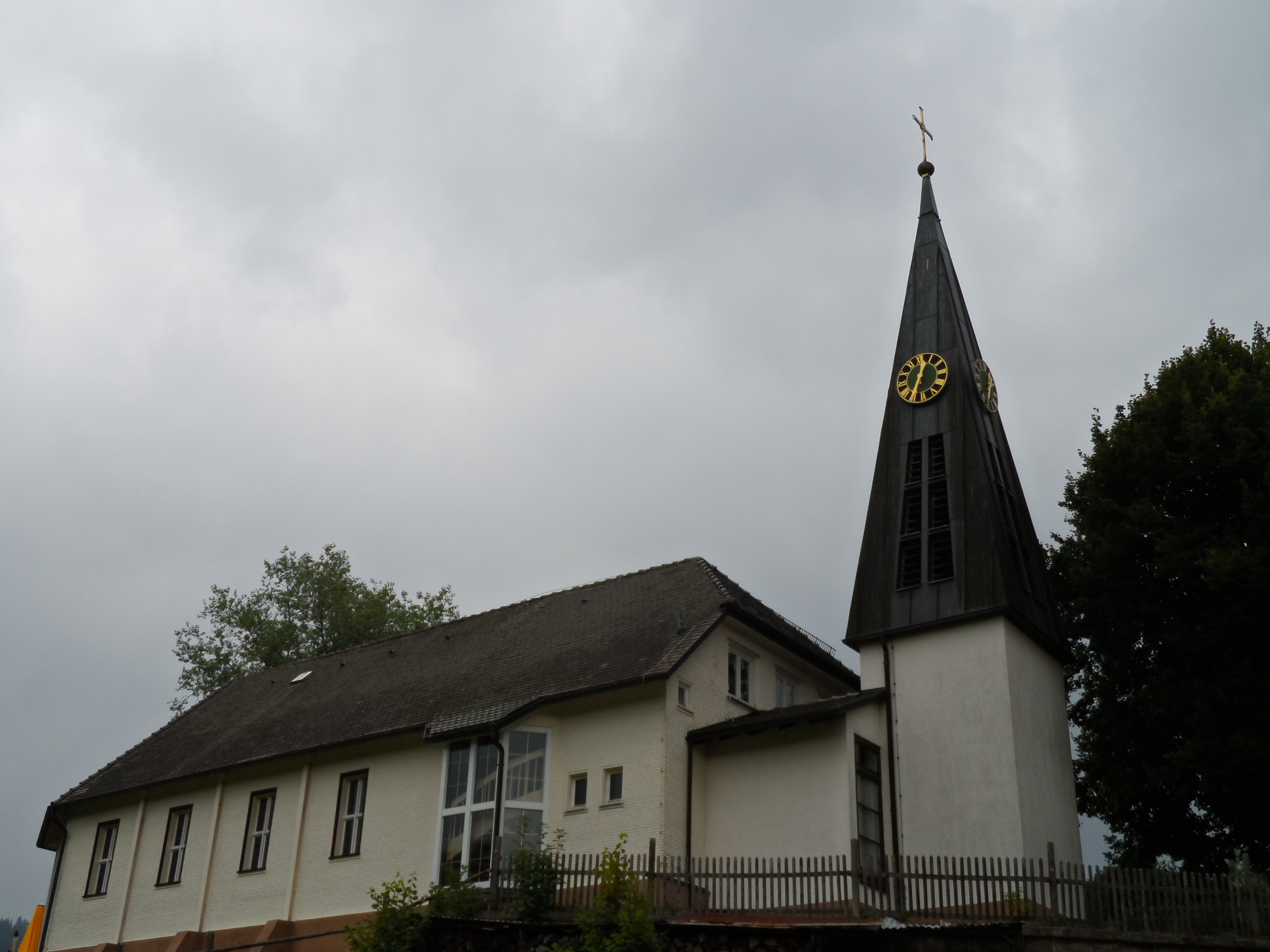
Jakobuskirche Röt

Die Kirchengemeinde Röt (ca. 480) umfasst den Ortsteil Röt der Gemeinde Baiersbronn. Kirchlich gehörte Röt als Filiale zu Klosterreichenbach, bildet jedoch bis heute eine eigene Kirchengemeinde. Die alte Kirche brannte 1812 mit dem ganzen Dorf ab, wurde danach aber wieder aufgebaut. Die heutige Saalkirche stammt aus dem Jahr 1926.

### Kirchengemeinde Lombach

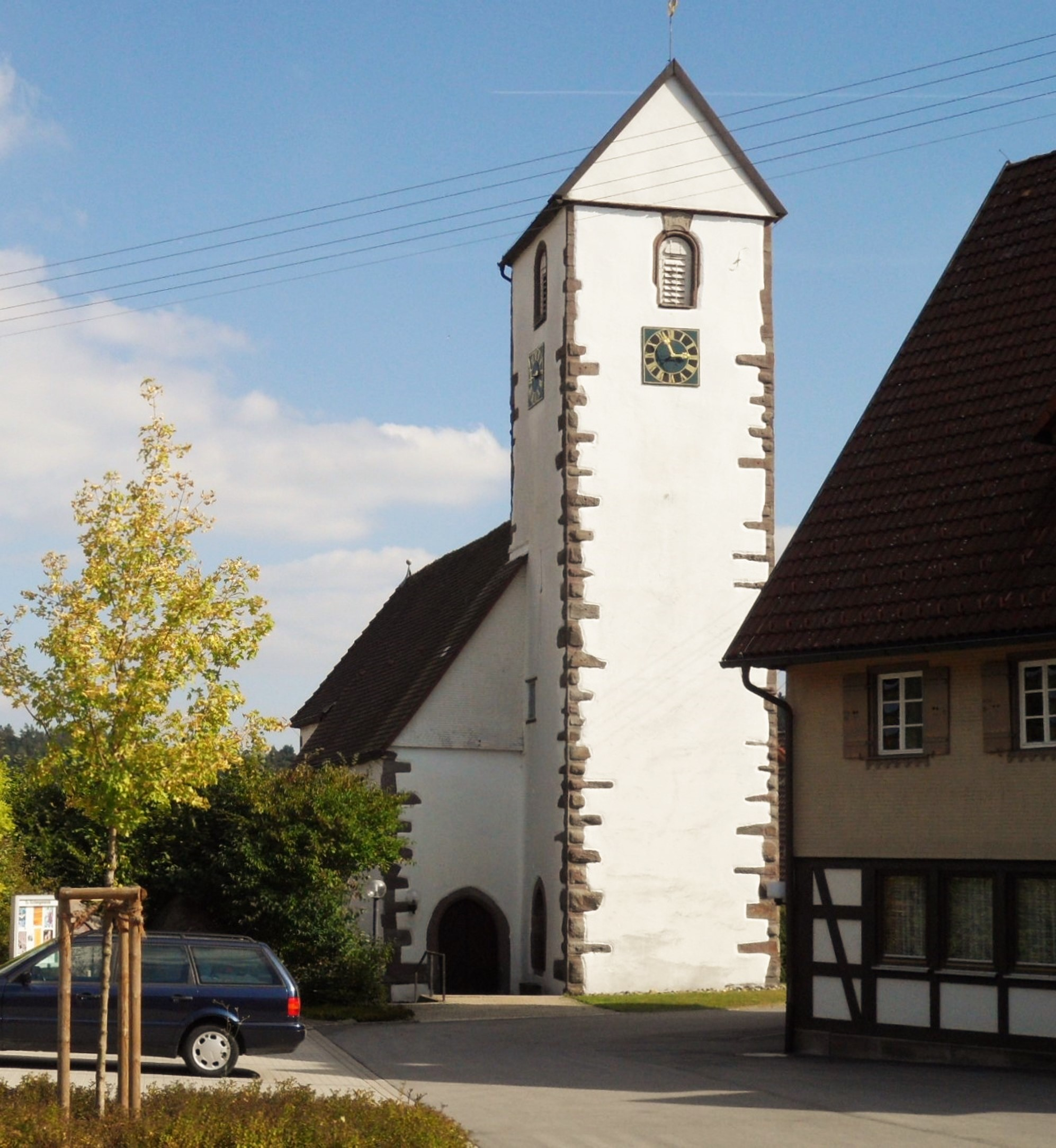
Johanneskirche Lombach

Die ehemalige Kirchengemeinde Lombach (ca. 480) umfasst den Ortsteil Lombach der Gemeinde Loßburg. Kirchlich gehörte Lombach zunächst zu Oberiflingen. Nach Errichtung der Pfarrei Wittendorf wurde Lombach dieser zugeordnet. Eine eigene Kapelle wurde bereits 1348 erwähnt. Nach der Reformation wurde Lombach eigene Pfarrei. Die dem Hl. Johannes der Täufer geweihte gotische Kirche in Lombach hat noch einen romanischen Turm. Das Langhaus wurde 1786 umgebaut. Heute wird die Kirchengemeinde wieder vom Pfarramt Wittendorf betreut.
Die Kirchengemeinde Lombach wurde durch Verfügung des Oberkirchenrats am 1. Januar 2025 aufgelöst und durch Anschlussfusion der Kirchengemeinde Loßburg zugerechnet.

### Kirchengemeinde Loßburg

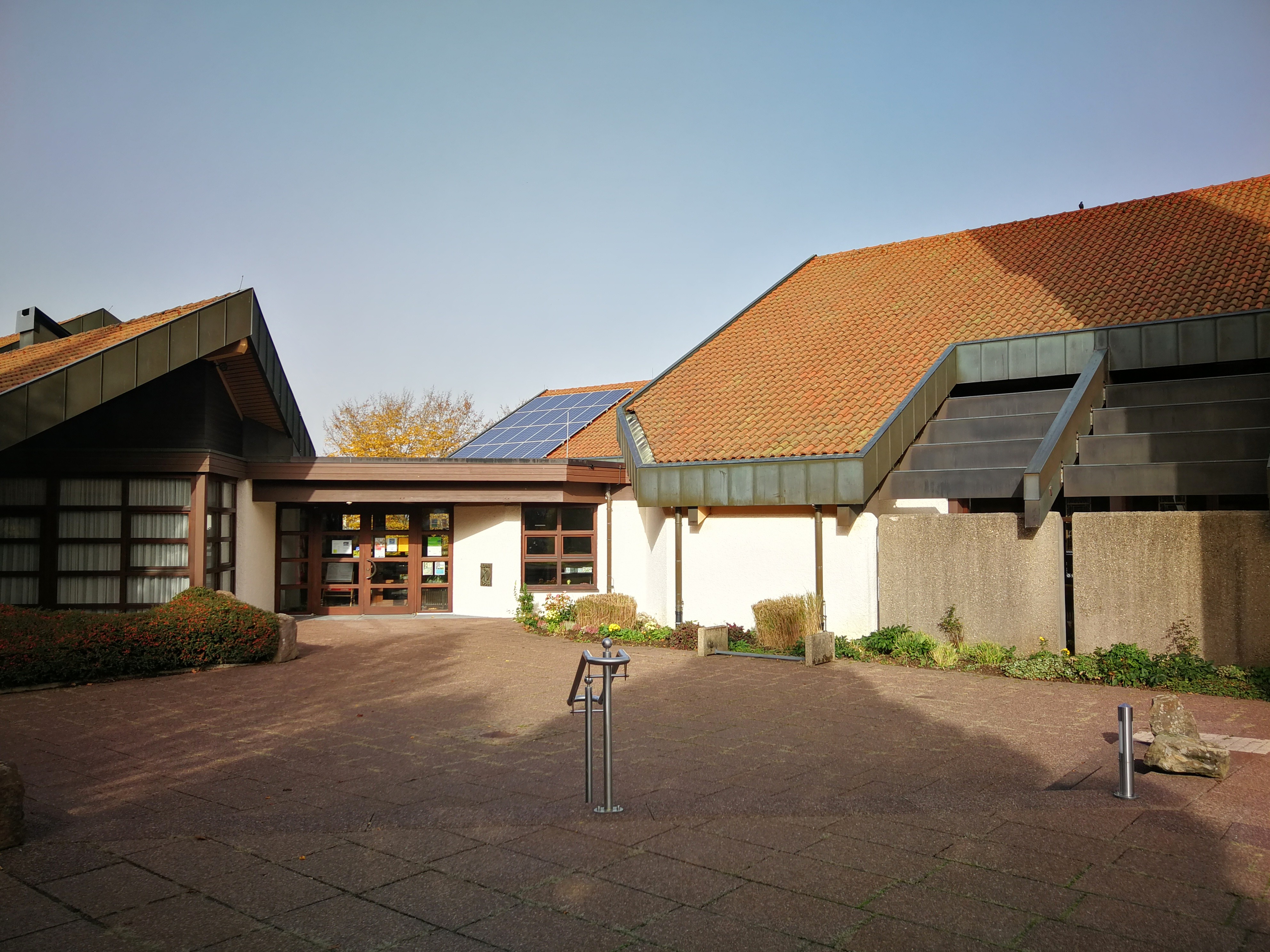
Versöhnungskirche Loßburg

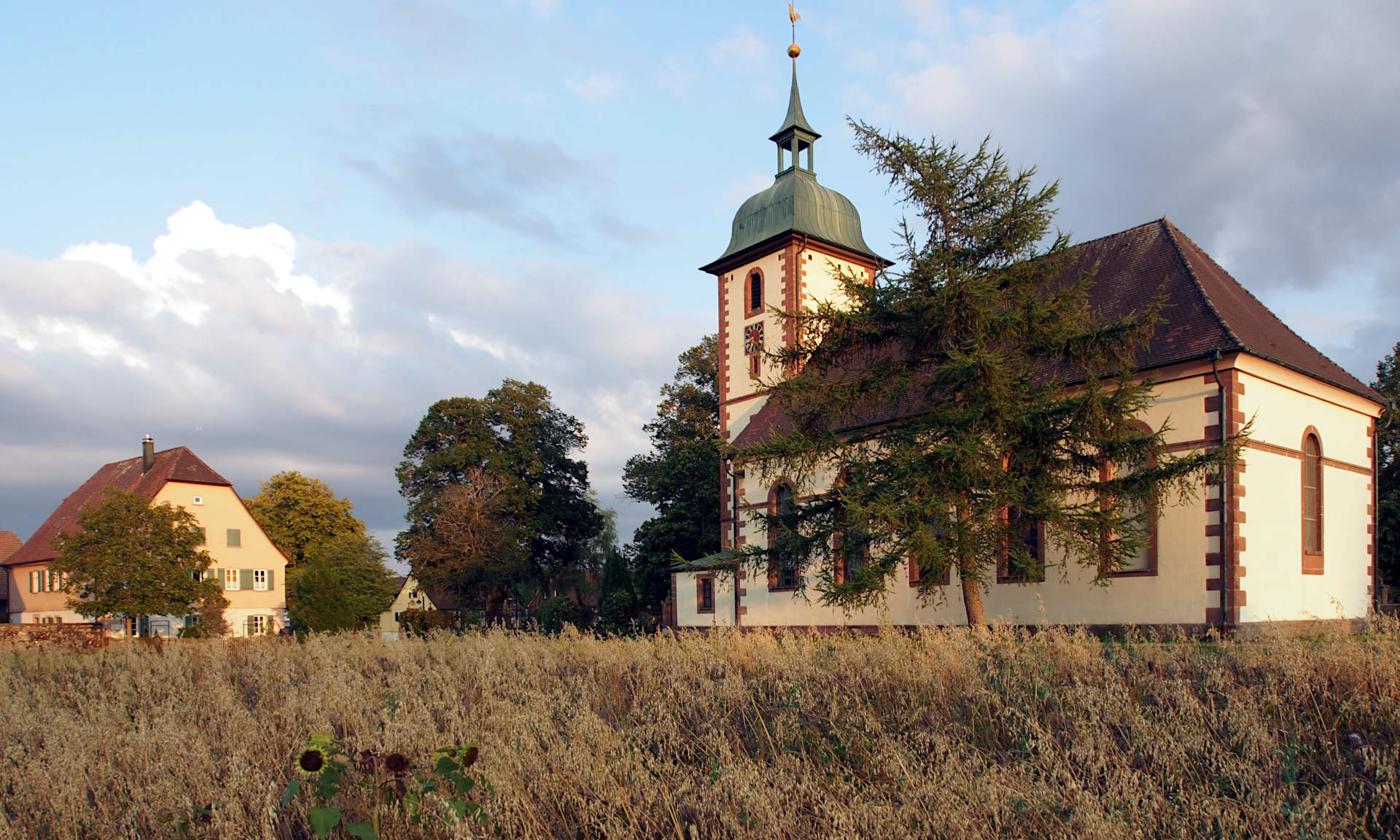
Pfarrhaus und Kirche in Schömberg

Die ehemalige Kirchengemeinde Loßburg umfasste den Hauptort und die zugehörigen Weiler (darunter Rodt) der Gemeinde Loßburg. Kirchlich war Loßburg zunächst Filiale von Oberiflingen. Eine Kapelle zum Hl. Jakobus wurde 1409 erwähnt. An ihr wurde 1465 eine Kaplaneipfründe gestiftet. Nach der Reformation wurde Loßburg Filiale von Lombach. Erst 1875 wurde eine eigene Pfarrei in Loßburg errichtet. Die heutige Pfarrkirche wurde 1833 erbaut und 1928 erneuert. Der Turm ist aber älter. Er hat ein Kreuzrippengewölbe und Satteldach. Da eine Renovierung der Jakobskirche nicht mehr lohnte, wurde zwischen 1980 und 1983 ein neues Gemeindezentrum mit eigener Kirche (Versöhnungskirche) gebaut.
Der zu Loßburg gehörige Weiler Rodt teilte die kirchliche Zugehörigkeit mit der Muttergemeinde Loßburg, hatte aber eine eigene spätgotische Kapelle aus dem Jahr 1529, die 1931 abgebrochen wurde. Der Ort bildete eine eigene Filialkirchengemeinde von Loßburg. Durch Bekanntmachung des Oberkirchenrats vom 17. Dezember 1965 wurde die Filialkirchengemeinde Rodt aufgehoben und ihre Gemeindeglieder der Kirchengemeinde Loßburg zugeordnet.
Durch Bekanntmachung des Konsistoriums vom 30. Juni 1908 war das Bahnwarthaus Nr. 96 bei Loßburg von der Kirchengemeinde Dornhan (Kirchenbezirk Sulz am Neckar) in die Kirchengemeinde Loßburg umgegliedert worden.
Zum 1. Januar 2025 wurden die ehemaligen Kirchengemeinden Lombach, Oberbrändi und Wittendorf durch Anschlussfusion Teil der Kirchengemeinde Loßburg.
Die ehemalige Kirchengemeinde Schömberg umfasste den Ortsteil Schömberg mit den zugehörigen Weilern der Gemeinde Loßburg sowie einige Weiler des Alpirsbacher Stadtteils Ehlenbogen. Eine Kirche wird in Schömberg bereits 1275 erwähnt. Über die Herren von Geroldseckern kam der Kirchensatz 1501 an das Kloster Alpirsbach. 1573 wurde ein evangelischer Pfarrer in Schömberg eingesetzt. 1657 wird die Kirche mit Unserer Lieben Frau bezeichnet. Sie wurde 1822 durch einen Blitzschlag zerstört. Daraufhin wurde 1824 die heutige Kirche erbaut. 

### Verbundkirchengemeinde Mitteltal-Obertal
Seit dem 1. Januar 2022 sind die bis dahin selbständigen Kirchengemeinden Mitteltal und Obertal zu einer Verbundgemeinde mit ca. 2.300 Gemeindegliedern zusammengeschlossen.

#### Kirchengemeinde Mitteltal

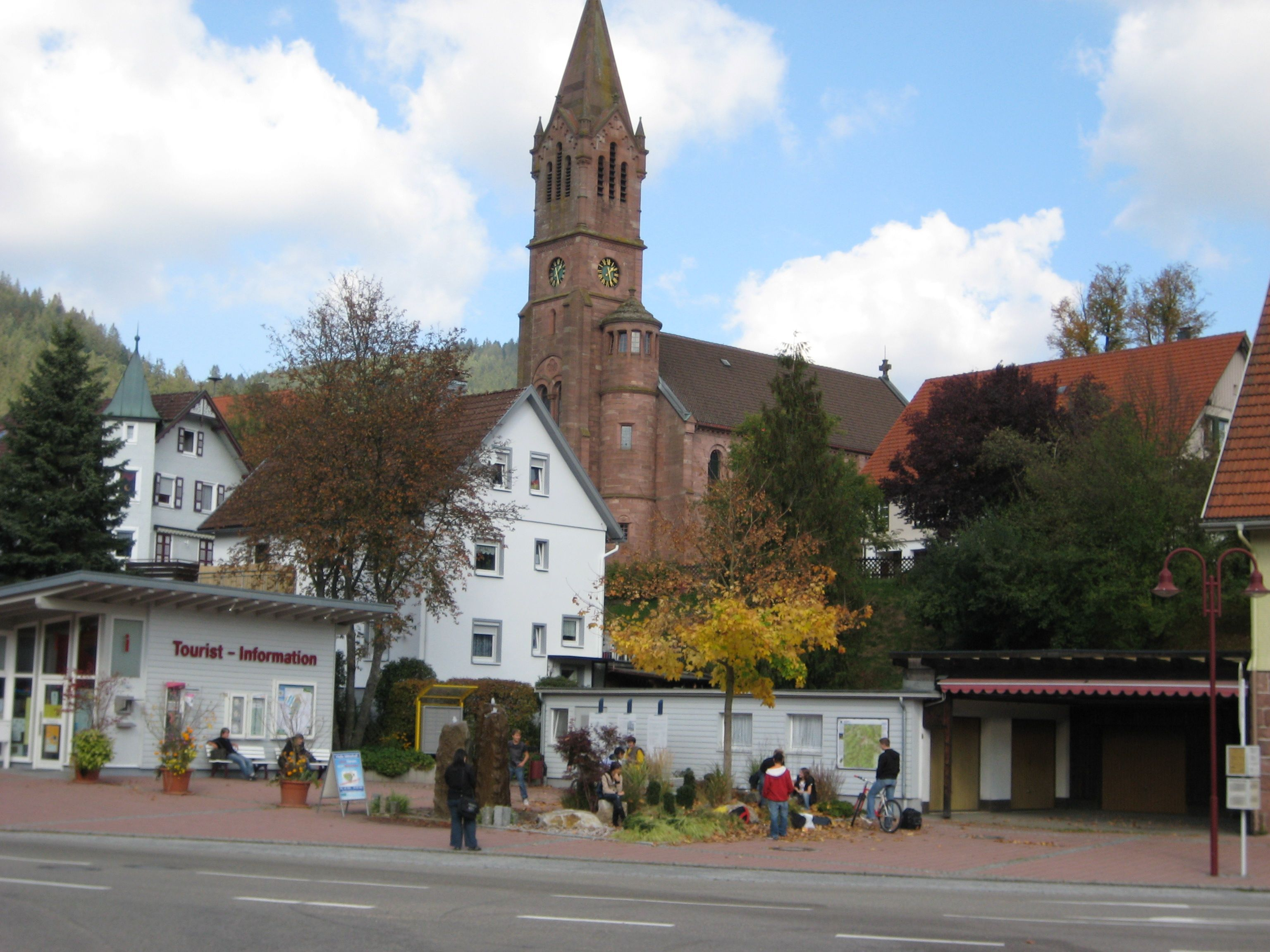
Kirche Mitteltal

Die Kirchengemeinde Mitteltal (ca. 1.660) umfasst den zum Hauptort der Gemeinde Baiersbronn gehörigen Weiler Mitteltal. Die Besiedelung des „Tannenfelser Tals“ oder einfach „Thal“ genannt, begann im 18. Jahrhundert. Es entwickelten sich zwei getrennte Weiler, Mitteltal und Obertal. Mitte des 19. Jahrhunderts waren bereits 2000 Bewohner ansässig, so dass 1868/69 in Mitteltal eine eigene Kirche erbaut werden konnte. 1871 wurde eine Pfarrverweserei und 1889 eine eigene Pfarrei sowie eine Teilkirchengemeinde innerhalb der Gesamtkirchengemeinde Baiersbronn errichtet. 1932 wurde dann auch in Obertal eine eigene Kirche erbaut und durch Bekanntmachung des Oberkirchenrats vom 22. Januar 1931 die evangelischen Bewohner von Obertal von der Kirchengemeinde Mitteltal abgetrennt und der Teilkirchengemeinde Buhlbach (danach mit Kirchengemeinde Obertal-Buhlbach bezeichnet) angeschlossen. Später wurden beide Teilkirchengemeinde wohl zur Kirchengemeinde Mitteltal-Obertal vereinigt. Diese bildete mit der Kirchengemeinde Baiersbronn weiterhin die Gesamtkirchengemeinde Baiersbronn, die aber durch Bekanntmachung des Oberkirchenrats vom 7. Oktober 1954 aufgehoben wurde. 1965 wurde für Obertal und die umliegenden Weiler und Wohnplätze (wieder) die selbständige Kirchengemeinde Obertal gebildet und die bisherige Kirchengemeinde Mitteltal-Obertal in Mitteltal umbenannt.

#### Kirchengemeinde Obertal

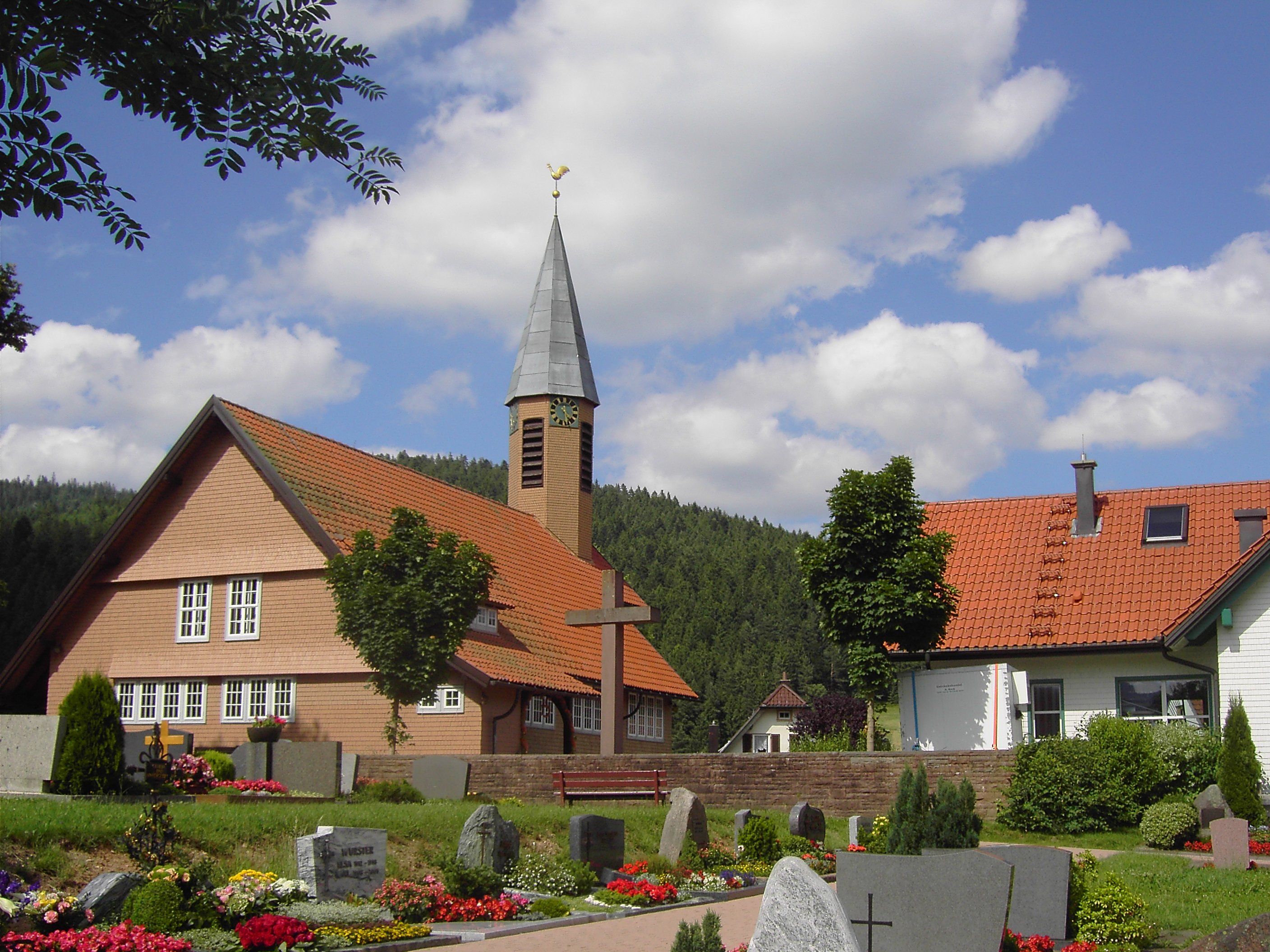
Kirche Obertal

Die Kirchengemeinde Obertal (ca. 1.000) umfasst den zum Hauptort der Gemeinde Baiersbronn gehörigen Weiler Obertal sowie folgende weitere Weiler: Aiterbach, Aiterbächle, Buhlbach, Buhlbachsaue, Hänger, Hirschauerwald, Köpfle, Kraftenbuckel, Röhrsbächle, Rotmurg-Jägerhaus, Ruhestein, Schliffkopf, Schloss, Tannenfels und Weiher. Die Besiedelung des „Tannenfelser Tals“ oder einfach „Thal“ genannt, begann im 18. Jahrhundert. Es entwickelten sich zwei getrennte Weiler, Mitteltal und Obertal und einer Vielzahl zugehöriger Gehöfte und Wohnplätze, darunter Buhlbach. Bereits 1868/69 wurde in Mitteltal eine eigene Kirche erbaut und später auch eine eigene Kirchengemeinde Mitteltal innerhalb der Gesamtkirchengemeinde Baiersbronn gebildet, zu der zunächst auch Obertal gehörte. Im zu Obertal gehörigen Buhlbach bestand bereits eine eigene Teilkirchengemeinde innerhalb der Kirchengemeinde Baiersbronn. Durch Bekanntmachung des Oberkirchenrats vom 22. Januar 1931 wurden die evangelischen Bewohner von Obertal von der Teilkirchengemeinde Mitteltal abgetrennt und der Teilkirchengemeinde Buhlbach (danach mit Kirchengemeinde Obertal-Buhlbach bezeichnet) zugeordnet. Obertal erhielt 1932/33 dann seine eigene Kirche. Die Kirchengemeinden Mitteltal und Obertal-Buhlbach wurden wohl später vereinigt. Diese bildete aber weiterhin mit der Kirchengemeinde Baiersbronn die Gesamtkirchengemeinde Baiersbronn, die dann aber durch Bekanntmachung des Oberkirchenrats vom 7. Oktober 1954 aufgehoben wurde.
1965 wurde in Obertal eine eigene Pfarrei errichtet. Durch Bekanntmachung des Oberkirchenrats vom 17. Dezember 1965 wurde für die oben genannten Orte (wieder) die selbständige Kirchengemeinde Obertal gebildet. Das Kultusministerium hatte die neue Kirchengemeinde mit Schreiben vom 9. September 1965 als Körperschaft des öffentlichen Rechts anerkannt. Danach wurde die bisherige Kirchengemeinde Mitteltal-Obertal in „Kirchengemeinde Mitteltal“ und „Kirchengemeinde Obertal“ umbenannt.

### Gesamtkirchengemeinde Oberiflingen
Die Gesamtkirchengemeinde Oberiflingen (ca. 2.020) umfasst die Gemeinde Schopfloch. Sie besteht aus den drei nachfolgenden Kirchengemeinden Oberiflingen, Schopfloch und Unteriflingen, wobei Unteriflingen mit Wirkung vom 1. Januar 1972 der Kirchengemeinde Oberiflingen als weitere Filialkirchengemeinde zugeordnet wurde. Zuvor gehörte die Kirchengemeinde Unteriflingen zum Kirchspiel Neuneck, das mit Wirkung vom 1. Januar 1972 aufgelöst wurde.

#### Kirchengemeinde Oberiflingen
Die Kirchengemeinde Oberiflingen (ca. 570) umfasst den Ortsteil Oberiflingen (einschließlich des Haidenhofs) der Gemeinde Schopfloch, wobei der Haidenhof bis 1951 zur Evangelischen Kirche der Altpreußischen Union gehörte und Teil der Kirchengemeinde Dettingen (damals Dettingen/Hohenz) war. Er wurde mit Wirkung vom 1. April 1951 in die württembergische Landeskirche umgegliedert und der Kirchengemeinde Oberiflingen zugeordnet. Eine Kirche ist in Oberiflingen schon seit dem 12. Jahrhundert, eine Pfarrei erst 1324 belegt. Die Oberiflinger Kirche wurde 1362 dem Kloster Stein inkorporiert. Kirche und Pfarrei müssen aber wohl älter sein, da zu dessen Sprengel das gesamte Umland gehörte. 1403 gelangte die Kirche im Tausch an das Kloster Alpirsbach und kam mit diesem an Württemberg. Die Kirche mit romanischem Westturm wurde 1509 spätgotisch umgebaut. Nach der Reformation wurden in allen zugehörigen Orten, außer Schopfloch und Unteriflingen, eigene Pfarreien errichtet.

#### Kirchengemeinde Schopfloch

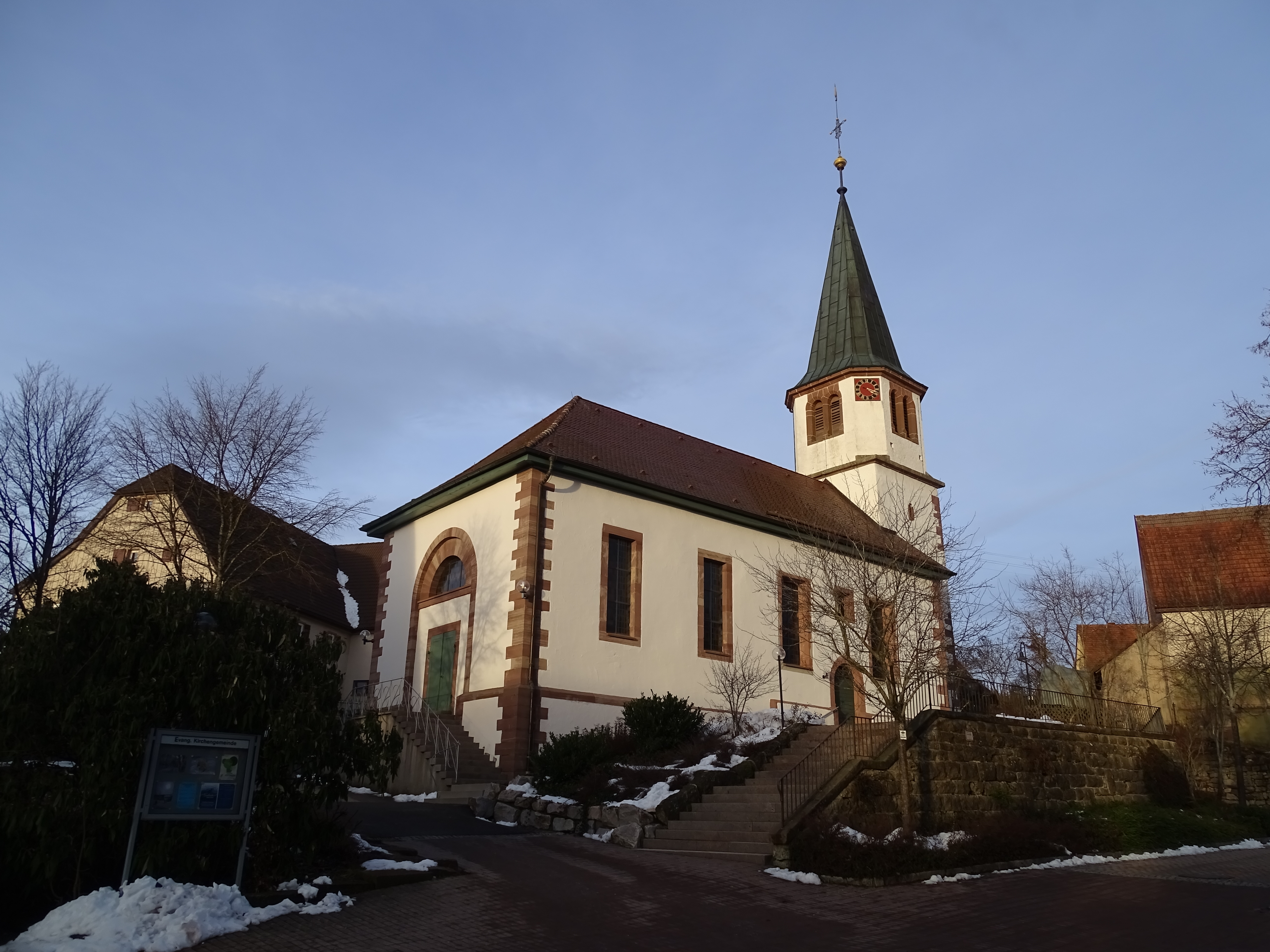
Bartholomäuskirche Schopfloch

Die Kirchengemeinde Schopfloch (ca. 1.100) umfasst den Hauptort der Gemeinde Schopfloch sowie die beiden Stadtteile Bittelbronn und Dettlingen der Stadt Horb am Neckar. Kirchlich gehörte Schopfloch stets zu Oberiflingen, von wo die Kirchengemeinde Schopfloch bis heute betreut wird. Doch hat Schopfloch eine alte ursprünglich romanische Chorturmkirche mit gotischem Kreuzrippengewölbe. Das Langhaus wurde 1618 erbaut. 1473 wurden an der Bartholomäuskirche, wie sie seinerzeit erwähnt wird, eine Kuratkaplanei durch das Kloster Kniebis und die Gemeinde gestiftet.
Die beiden Horber Stadtteile Bittelbronn und Dettlingen blieben nach der Reformation katholisch. Die überwiegend erst nach dem Zweiten Weltkrieg zugezogenen evangelischen Bewohner wurde im Falle Bittelbronns der Kirchengemeinde Schopfloch zugeordnet, während Dettlingen bis 1951 noch zur Evangelischen Kirche der Altpreußischen Union gehörte und Teil der Kirchengemeinde Dettingen/Hohenz war. Erst dann wurde dieser Ort in die württembergische Landeskirche umgegliedert und mit Wirkung vom 1. April 1951 der Kirchengemeinde Schopfloch zugeordnet.
Durch Bekanntmachung des Oberkirchenrats vom 13. Oktober 1955 gab es einen Gebietsaustausch von der Filialkirchengemeinde Schopfloch zur benachbarten Kirchengemeinde Dornstetten im Bereich des Lattenberger Hofes und des Bahnwarthauses Posten.

#### Kirchengemeinde Unteriflingen
Die Kirchengemeinde Unteriflingen (ca. 340) umfasst den Ortsteil Unteriflingen der Gemeinde Schopfloch. Kirchlich gehörte Unteriflingen zunächst zu Oberiflingen. Nach der Reformation wurde sie vom Pfarramt Neuneck betreut. Eine Margaretenkapelle wurde um 1100 von Bubo von Ueningen dem Kloster Hirsau geschenkt. Aus ihr entstand die heutige Kirche, die im Kern spätgotisch ist. 1831 wurde sie erweitert. Mit Wirkung vom 1. Januar 1972 wurde das Kirchspiel Neuneck aufgelöst. Dadurch wurde die Filialkirchengemeinde Unteriflingen der Kirchengemeinde Oberiflingen als weitere Filialkirchengemeinde (neben Schopfloch) angegliedert. Seither wird die Kirchengemeinde Unteriflingen wieder vom Pfarramt Oberiflingen betreut.

### Gesamtkirchengemeinde Pfalzgrafenweiler
Die Gesamtkirchengemeinde Pfalzgrafenweiler (ca. 3.320) umfasst die Gemeinde Pfalzgrafenweiler ohne den Ortsteil Bösingen. Sie besteht aus den nachfolgenden sechs Kirchengemeinden Pfalzgrafenweiler, Edelweiler, Kälberbronn, Durrweiler, Herzogsweiler und Neunuifra.

#### Kirchengemeinde Pfalzgrafenweiler

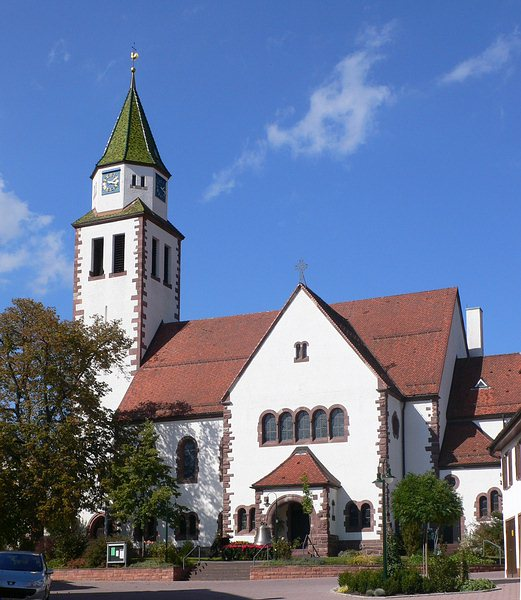
Jakobskirche Pfalzgrafenweiler

Die Kirchengemeinde Pfalzgrafenweiler (ca. 2.130) umfasst den Hauptort der Gemeinde Pfalzgrafenweiler. Kirchlich gehörte Pfalzgrafenweiler zunächst zu Altheim. 1482 wird eine eigene Pfarrkirche St. Petrus und Paulus, 1525 St. Jakobus erwähnt. Das Patronat hatte die Johanniterkommende Rohrdorf. Württemberg führte die Reformation ein. Die ursprünglich frühgotische Pfarrkirche St. Jakob wurde 1772 verändert und erweitert. 1906 erhielt sie einen neoromanischen Turm.
In Pfalzgrafenweiler gibt es heute zwei Pfarrämter. Das Pfarramt I betreut neben Pfalzgrafenweiler selbst auch die Kirchengemeinden Edelweiler und Kälberbronn, das Pfarramt II die Kirchengemeinden Durrweiler, Herzogsweiler und Neunuifra.

#### Kirchengemeinde Edelweiler
Die Kirchengemeinde Edelweiler (ca. 170) umfasst den Ortsteil Edelweiler der Gemeinde Pfalzgrafenweiler. Eine Wallfahrtskapelle wurde 1518/20 sowie 1593 und 1624 ernannt. Sie war Filiale von Altheim. Nach der Reformation wurde Edelweiler der Pfarrei Pfalzgrafenweiler zugeordnet. Heute wird die Kirchengemeinde Edelweiler vom Pfarramt Pfalzgrafenweiler I betreut.

#### Kirchengemeinde Kälberbronn
Die Kirchengemeinde Kälberbronn (ca. 160) umfasst den Ortsteil Kälberbronn der Gemeinde Pfalzgrafenweiler. Die relativ junge Siedlung gehörte kirchlich und politisch fast immer zu Pfalzgrafenweiler. Eine eigene Kirche wurde 1927 erbaut und auch eine eigene Kirchengemeinde errichtet, die heute vom Pfarramt Pfalzgrafenweiler I betreut wird. Politisch war Kälberbronn erst ab 1952 eine selbständige Gemeinde, die jedoch im Zuge der Gemeindereform wieder nach Pfalzgrafenweiler eingegliedert wurde.

#### Kirchengemeinde Durrweiler
Die Kirchengemeinde Durrweiler (ca. 390) umfasst den Ortsteil Durrweiler der Gemeinde Pfalzgrafenweiler. Eine Kapelle wurde in Durrweiler 1405 erstmals erwähnt. Ab 1483 war sie Filiale von Altheim. 1508 wird sie zu Unserer Lieben Frau genannt. Seit 1541 gehört sie zur Pfarrei Pfalzgrafenweiler. 1751 wurde die Kirche neu erbaut. Diese brannte 1825 mit dem Großteil des Dorfes ab. Die heutige Kirche wurde 1827 im neoromanischen Stil erbaut. Heute wird die Kirchengemeinde Durrweiler vom Pfarramt Pfalzgrafenweiler II betreut.

#### Kirchengemeinde Herzogsweiler
Die Kirchengemeinde Herzogsweiler (ca. 390) umfasst den Ortsteil Herzogsweiler der Gemeinde Pfalzgrafenweiler. Kirchlich gehörte Herzogsweiler stets zur Pfarrei Pfalzgrafenweiler. Eine Kirche wurde 1751 erbaut und 1869 sowie 1933 restauriert. Heute wird die Kirchengemeinde Herzogsweiler vom Pfarramt Pfalzgrafenweiler II betreut.

#### Kirchengemeinde Neunuifra
Die Kirchengemeinde Neunuifra (ca. 80) umfasst den Ortsteil Neunuifra der Gemeinde Pfalzgrafenweiler. Kirchlich ist Neunuifra stets eine Filiale von Pfalzgrafenweiler gewesen. Politisch gehörte es bis 1951 zu Herzogsweiler, seither zu Pfalzgrafenweiler. Heute wird die Kirchengemeinde Neunuifra vom Pfarramt Pfalzgrafenweiler II betreut.

### Kirchengemeinde Schwarzenberg

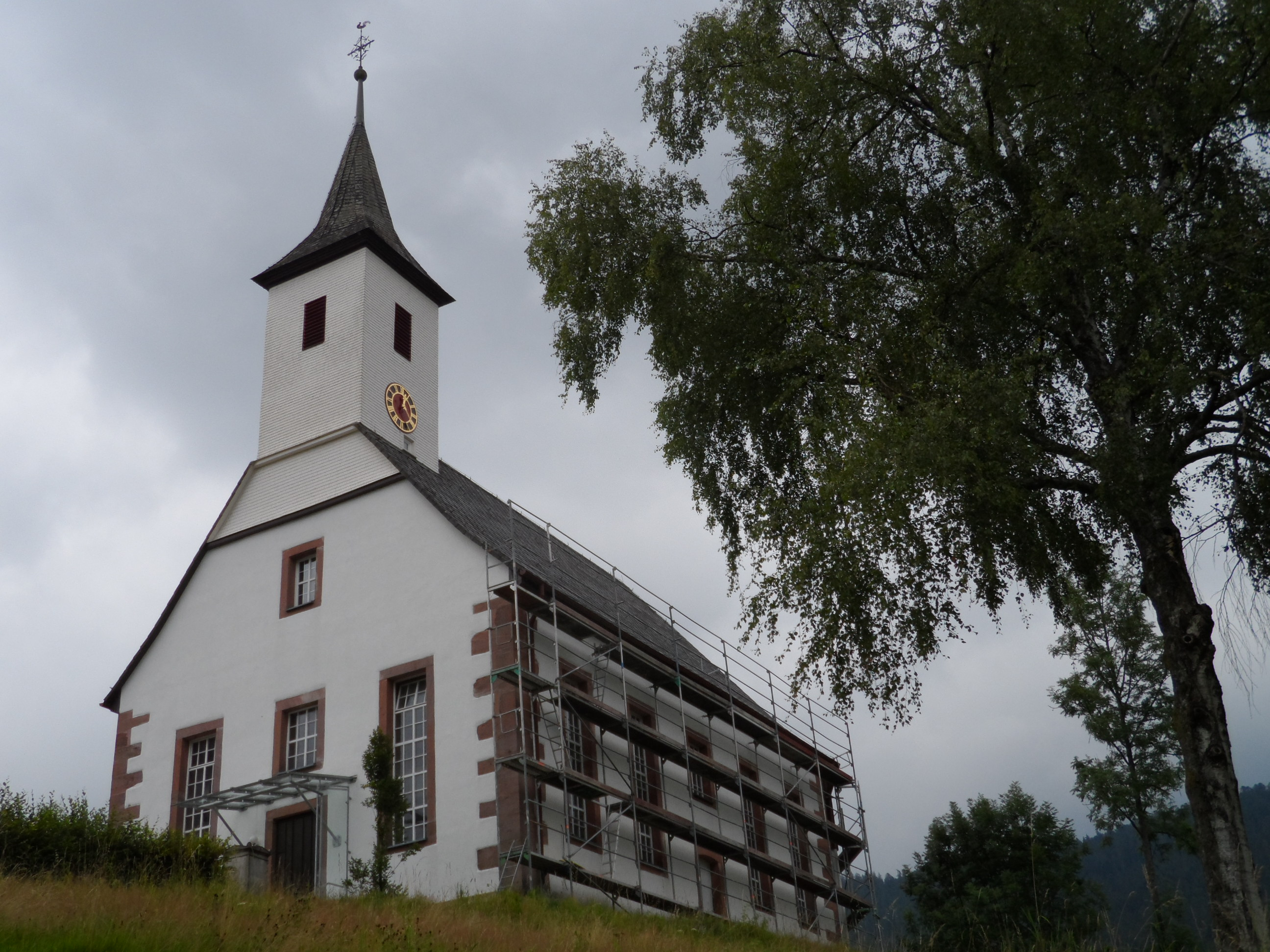
Kirche Schwarzenberg

Die Kirchengemeinde Schwarzenberg (ca. 980) umfasst die Ortsteile Huzenbach und Schwarzenberg mit allen zugehörigen Weilern sowie den Weiler Schönmünz der Gemeinde Baiersbronn. 1391 stiftete Markgraf Bernhard von Baden eine Pfründe für eine Kapelle in Schwarzenberg. Die Kapelle zu Unserer Lieben Frau wurde 1437 erneuert. Der Kirchensatz kam über Klosterreichenbach an Württemberg, das nach der Reformation eine evangelische Pfarrei errichtete. Die heutige Kirche wurde 1791 erbaut. Zur Pfarrei gehören auch Huzenbach und Schönmünzach, wo es keine Kirchen gibt.

### Verbundkirchengemeinde Seewald
Die Gesamtkirchengemeinde Besenfeld (ca. 1470) umfasst die Kirchengemeinden Besenfeld und Göttelfingen. Sie wurde durch Schreiben des Ministeriums für Kultus, Jugend und Sport vom 23. August 2018 als Körperschaft des öffentlichen Rechts anerkannt.

#### Kirchengemeinde Besenfeld
Die Kirchengemeinde Besenfeld (ca. 730) umfasst den Ortsteil Besenfeld mit allen zugehörigen Weilern der Gemeinde Seewald sowie Teile des Weilers Schorrental, welche erst durch Bekanntmachung des Oberkirchenrats vom 22. Januar 1953 von der Kirchengemeinde Göttelfingen hierher umgegliedert wurden. Ein kleiner Teil der Markung Besenfeld, der 1935 nach Enzklösterle eingemeindet wurde, wurde durch Bekanntmachung des Oberkirchenrats vom 21. April 1938 in die Kirchengemeinde Enzklösterle umgegliedert.
Kirchlich gehörte Besenfeld zur Pfarrei Urnagold, heute ein zu Besenfeld gehöriger Weiler, dann zu Baiersbronn. 1562 wurde Besenfeld Sitz der Pfarrei von Urnagold, bevor diese nach Göttelfingen verlegt wurde. Erst 1892 wurde Besenfeld eigene Pfarrei, dem die Nachbarkirchengemeinde Igelsberg zugeordnet wurde. Aus einer alten Kapelle zum Hl. Laurentius entstand die heutige Kirche. Sie hat einen gotischen Turm und einen Vieleckchor mit Netzrippengewölbe. 1762 wurde sie erneuert.

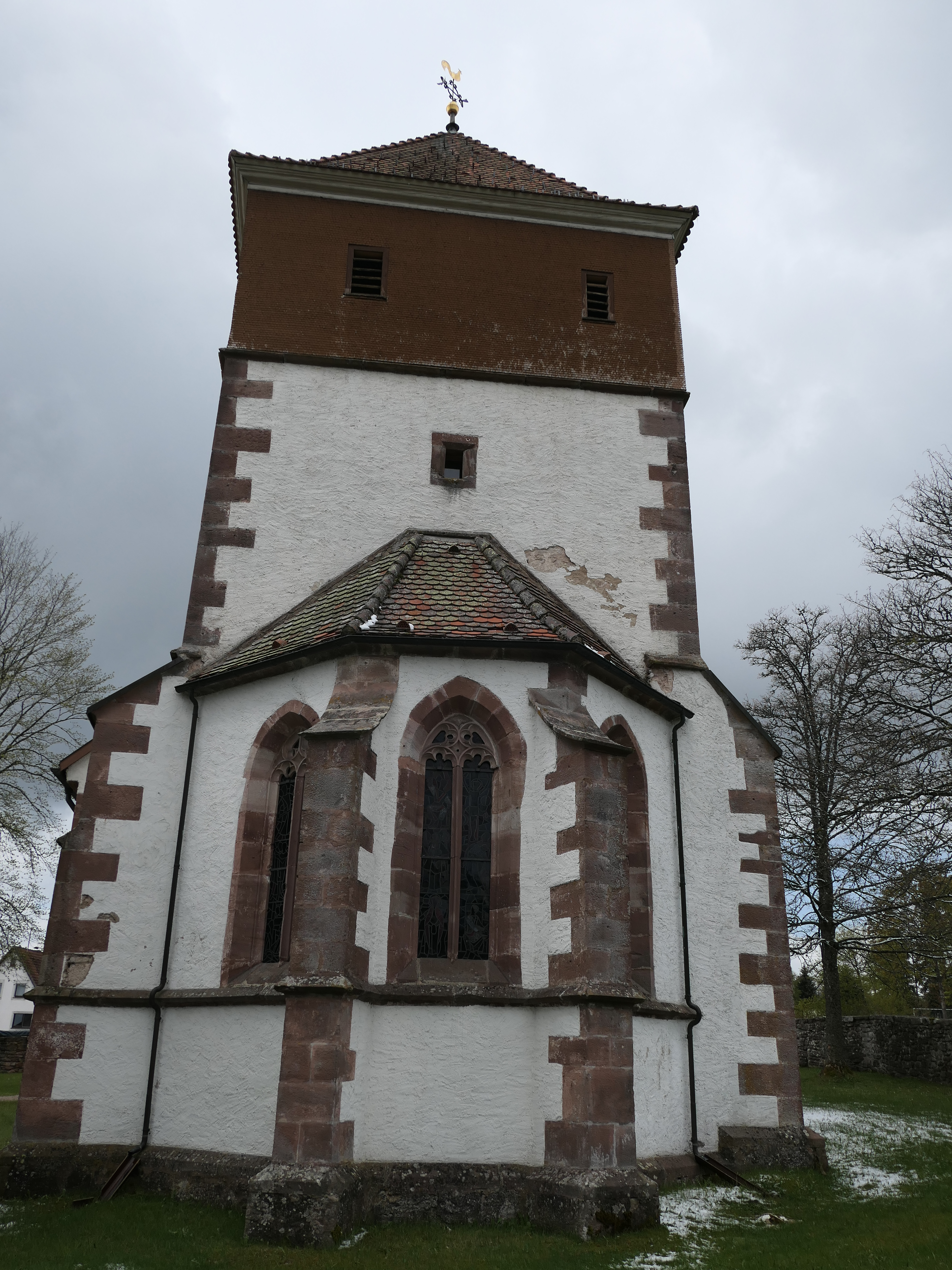
Kirche Urnagold

Im zugehörigen Urnagold besteht eine Kirche mit Ostturm mit netzgewölbtem Untergeschoss. Das Schiff wurde 1754 erbaut. Die Kirche, ab 1492 mit St. Johannes der Täufer bezeichnet, war vor der Reformation Mutterkirche des gesamten Umlands. Das Patronat gelangte von den Pfalzgrafen von Tübingen an das Hochstift Straßburg und kam von dort an die Grafen von Eberstein und schließlich an das Klosterreichenbach.

#### Kirchengemeinde Göttelfingen
Die Kirchengemeinde Göttelfingen (ca. 750) umfasst die Ortsteile Göttelfingen, Erzgrube und Hochdorf mit den zugehörigen Weilern (darunter Schernbach, jedoch ohne Teile von Schorrental, welche 1953 in die Kirchengemeinde Besenfeld umgegliedert wurden) der Gemeinde Seewald. Eine Kirche in Göttelfingen gehörte als Filiale zu Urnagold. Später wurde Göttelfingen Sitz der Pfarrei. Zu ihr gehören auch Erzgrube und Hochdorf sowie seit 1892 auch Schernbach, die bis 1983 noch eigenständige Kirchengemeinden bildeten, welche dann mit der Kirchengemeinde Göttelfingen vereinigt wurden. Die heutige Kirche in Göttelfingen wurde 1780 von Kirchenrats-Baumeister Wilhelm Friedrich Goez im sog. Zopfstil erbaut.
Erzgrube war kirchlich zunächst Filiale von Grömbach (Kirchenbezirk Nagold). 1892 wurde der Ort der Pfarrei Göttelfingen zugeordnet, bildete aber zunächst eine eigene Kirchengemeinde. 1897 erhielt Erzgrube eine eigene Kirche im neugotischen Stil. Durch Bekanntmachung des Oberkirchenrats vom 6. Juni 1947 waren die evangelischen Bewohner von Stutztal, die bis dahin zur Kirchengemeinde Igelsberg gehörten, der Kirchengemeinde Erzgrube zugeordnet.
Hochdorf gehörte kirchlich zunächst zu Urnagold. Im 18. Jahrhundert wurde der Ort der Pfarrei Göttelfingen zugeordnet, bildete aber zunächst eine eigene Kirchengemeinde. 1799 erhielt Hochdorf seine eigene Kirche.
Der zu Hochdorf gehörige Weiler Schernbach war kirchlich zunächst Filiale von Grömbach, kam aber 1892 zur Pfarrei Göttelfingen und bildete aber eine eigene Kirchengemeinde. 1891 erhielt Schernbach eine eigene Kirche im neugotischen Stil.
Bis 1983 bildeten die vier Kirchengemeinden Göttelfingen, Erzgrube, Hochdorf und Schernbach die Gesamtkirchengemeinde Seewald (bis 1972 mit „Gesamtkirchengemeinde Göttelfingen“ bezeichnet). Mit Wirkung vom 1. Dezember 1983 wurden die Kirchengemeinden Erzgrube, Hochdorf und Schernbach mit der Kirchengemeinde Göttelfingen vereinigt, die in Kirchengemeinde Seewald-Göttelfingen umbenannt wurde. Gleichzeitig wurde die bisherige Gesamtkirchengemeinde Seewald aufgelöst.

### Kirchengemeinde Reinerzau
Die Kirchengemeinde Reinerzau (ca. 280) umfasst den Stadtteil Reinerzau mit den zugehörigen Weilern der Stadt Alpirsbach. In Reinerzau wurde 1254 ein Leutpriester genannt. Eine Kirche St. Margarete kam um 1500 an das Kloster Alpirsbach. 1561 wurde eine evangelische Pfarrei eingerichtet. Die spätgotische Kirche hat einen Turm mit Satteldach. Sie wurde 1850 erneuert. Heute wird die Kirchengemeinde Reinerzau vom Pfarramt Alpirsbach betreut.

### Kirchengemeinde Waldachtal
Die Kirchengemeinde Waldachtal (ca. 2.130) umfasst die Gemeinde Waldachtal. Sie wurde ursprünglich als „Gesamtkirchengemeinde Tumlingen“ gebildet und bestand aus den drei Kirchengemeinden Cresbach, Hörschweiler und Tumlingen, wobei Cresbach und Hörschweiler früher als Filialkirchengemeinden bezeichnet wurden. Durch Verfügung des Oberkirchenrats vom 20. September 1976 wurde die Gesamtkirchengemeinde Tumlingen in „Gesamtkirchengemeinde Waldachtal“ umbenannt. Inzwischen bilden die bislang selbständigen Kirchengemeinden eine gemeinsame Kirchengemeinde Waldachtal.
Die Kirchengemeinde Cresbach (ca. 470) umfasste den Ortsteil Cresbach der Gemeinde Waldachtal. 1275/77 war Cresbach Sitz eines Dekanats. Eine Kirche zu Unserer Lieben Frau wird aber erst 1349 genannt. Das Patronatsrecht stand der jeweiligen Ortsherrschaft zu. Die heutige Kirche wurde 1868 anstelle des Vorgängerbaus errichtet. Dabei wurde der Turm mit tonnengewölbtem Untergeschoss beibehalten.
Im zugehörigen Weiler Unterwaldach gab es eine Kirche, die bis zur Reformation auch Pfarrkirche für Unter- und Obertalheim (heute zu Horb am Neckar gehörig) war. Talheim blieben nach der Reformation katholisch und noch Anfang des 19. Jahrhunderts hielt der Geistliche aus Talheim in Unterwaldach Gottesdienste ab, bis die Kirche 1832 abgebrochen wurde.
Die Kirchengemeinde Hörschweiler (ca. 380) umfasste den Ortsteil Hörschweiler der Gemeinde Waldachtal. Kirchlich gehörte Hörschweiler stets zu Tumlingen, bildete jedoch eine eigene Kirchengemeinde, die früher auch als Filialkirchengemeinde bezeichnet wurde. Doch hatte der Ort eine eigene Kirche, von der aber nur ein viereckiger Turm aus dem 13. Jahrhundert besteht.

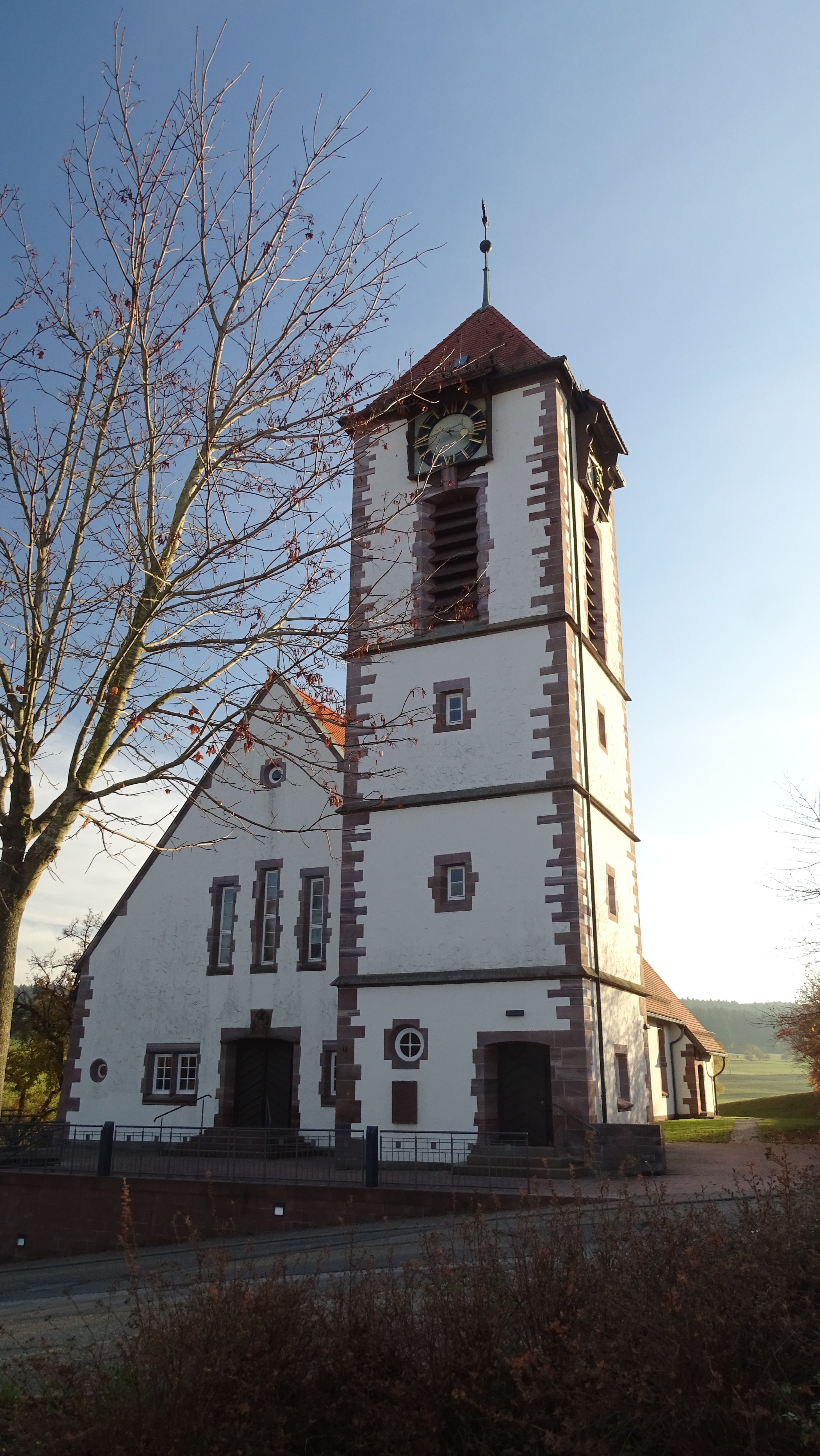
Christuskirche Tumlingen

Die Kirchengemeinde Tumlingen (ca. 1.270) umfasste die Ortsteile Tumlingen, Lützenhardt und Salzstetten (?) der Gemeinde Waldachtal. Eine Pfarrkirche auf dem Berg wurde 1267 von den Grafen von Sulz an Horber Bürger verkauft. Sie war katholische Pfarrkirche von Tumlingen, bis Württemberg 1625 die Reformation einführte. 1691 wurde eine neu evangelische Pfarrkirche erbaut, die 1929 durch den heutigen Bau ersetzt wurde. Die frühere Kirche St. Hilarius und Martin auf dem Tumlinger Friedhof war im Mittelalter eine Wallfahrtskirche. Sie wurde jedoch 1823/24 abgebrochen.
Lützenhardt und Salzstetten blieben nach der Reformation katholisch. Evangelische Einwohner zogen überwiegend erst nach dem Zweiten Weltkrieg zu. Die Evangelischen aus Lützenhardt wurden der Kirchengemeinde Tumlingen, die Evangelischen aus Salzstetten zunächst der Kirchengemeinde Schopfloch zugeordnet. Infolge der politischen Zugehörigkeit zur Gemeinde Waldachtal wurden die evangelischen Bewohner in Salzstetten ebenfalls der Kirchengemeinde Tumlingen zugeordnet.
Das Pfarramt Tumlingen wurde durch Verfügung des Oberkirchenrats vom 20. September 1976 in Waldachtal umbenannt.

### Kirchengemeinde Wittendorf

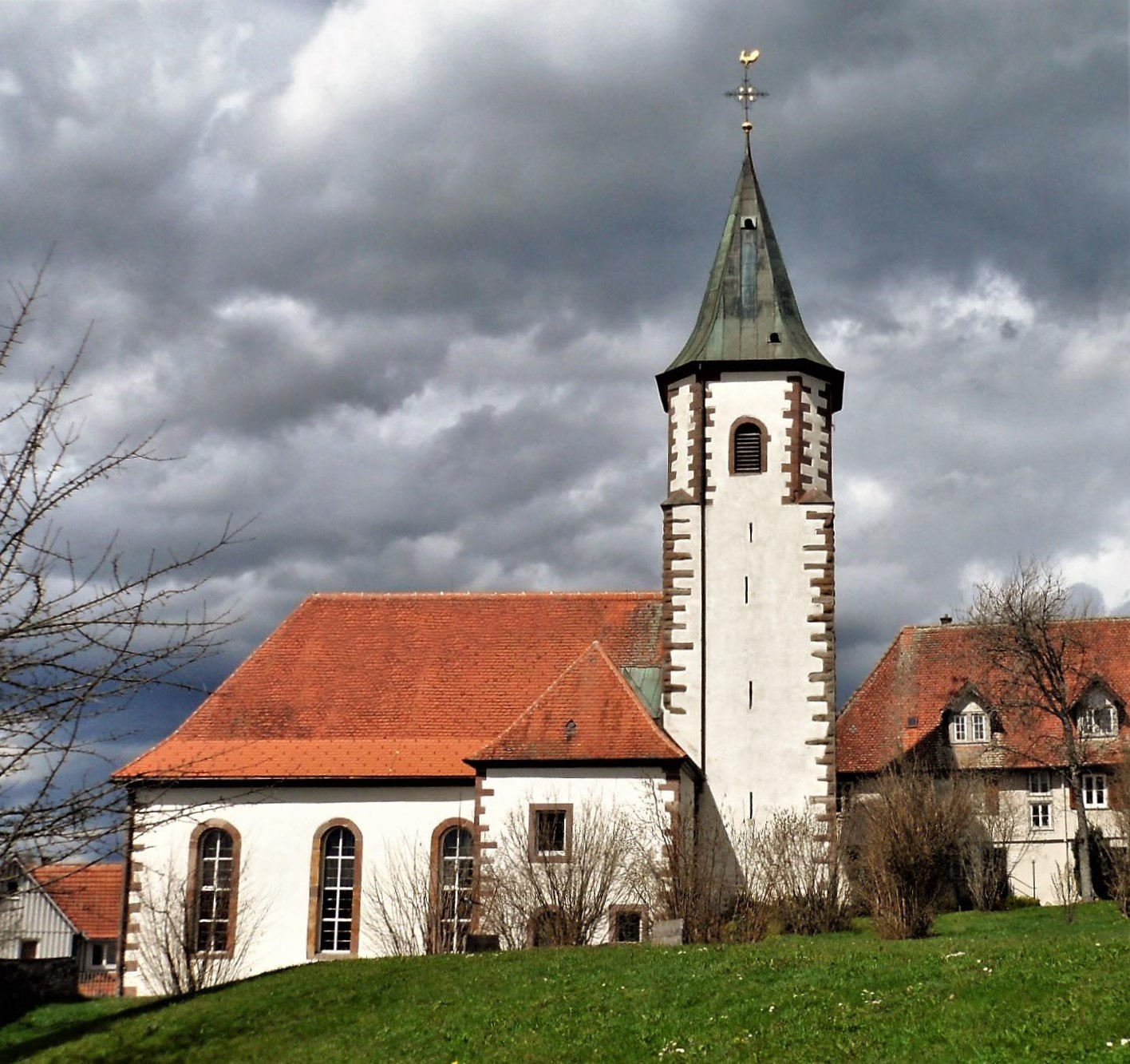
Martinskirche in Wittendorf

Die Kirchengemeinde Wittendorf (ca. 750) umfasst den Ortsteil Wittendorf (ohne Oberbrändi) der Gemeinde Loßburg. Eine Kirche in Wittendorf wurde bereits 1274 erwähnt. Württemberg führte die Reformation ein. 1560 wird die Kirche mit St. Martin bezeichnet. Die heutige Kirche wurde 1786 von Kirchenrats-Baumeister Wilhelm Friedrich Goez erbaut, hat aber noch einen romanischen Turm. Das Pfarramt Wittendorf betreut auch die Kirchengemeinde Lombach.

### Kirchengemeinde Wittlensweiler
Die Kirchengemeinde Wittlensweiler (ca. 1.000) umfasst den Stadtteil Wittlensweiler der Stadt Freudenstadt. Kirchlich gehörte Wittlensweiler zunächst zu Dornstetten. Dann wurde es 1583 der Pfarrei Grüntal zugeordnet und seit 1899 ist Wittlensweiler eigene Pfarrei. Die 1519 erstmals erwähnte Kirche zum Hl. Gallus wurde 1968 erneuert. Durch Bekanntmachung des Oberkirchenrats vom 8. November 1972 wurde das Wohngebiet Ziegeleistraße in Wittlensweiler von der Kirchengemeinde Freudenstadt in die Kirchengemeinde Wittlensweiler umgegliedert.

## Archivquellen
- Bestand: Visitationsberichte.   Landeskirchliches Archiv Stuttgart. 1581–1822.   Signatur: A 1.
- Bestand: Kirchenvisitationsakten.   Hauptstaatsarchiv Stuttgart. ca. 1601–1840.   Signatur: A 281.
- Bestand: Ortsakten [mit Digitalisaten der Pfarrbeschreibungen und Pfarrberichte (darin u. a.: Chronik, Filialverhältnisse)].   Landeskirchliches Archiv Stuttgart. ca. 1550–1923.   Signatur: A 29.
- Bestand: Ortsakten [mit Digitalisaten der Pfarrberichte (darin u. a.: Filialverhältnisse)].   Landeskirchliches Archiv Stuttgart. ca. 1924–1966.   Signatur: A 129.
- Bestand: Ortsakten [mit Visitationsberichten].   Landeskirchliches Archiv Stuttgart. ca. 1967–1989.   Signatur: A 229.
- Archivgut: Dekanatsarchive.   Landeskirchliches Archiv Stuttgart.   Signatur: F-Bestände.
- Archivgut: Pfarrarchive.   Landeskirchliches Archiv Stuttgart.   Signatur: G-Bestände.